# 有線寬頻開電視體育節目列表
本條目列出HOY TV（2018年10月27日前稱為奇妙77台，2022年10月18日前稱香港開電視）／HOY國際財經台（2023年11月1日前稱為香港國際財經台）／HOY資訊台（2023年6月1日取消播映）播放的體育節目。

## 綜合運動會

### 奧運會
| 賽季                           | 播放频道       | 播放日                                  | 時間        | 播放賽事                                                                  | 備註                                                        |
| 2020年奧運女排洲際資格賽       | 香港開電視     | 2019年8月2日                            | 14:55-15:30 | 中國 對 捷克                                                              | 與有線體育台和高清體育台同步播出                            |
| 2020年奧運女排洲際資格賽       | 香港開電視     | 2019年8月3日                            | 19:55-22:05 | 中國 對 德國                                                              | 與有線體育台和高清體育台同步播出                            |
| 2020年奧運女排洲際資格賽       | 香港開電視     | 2019年8月4日                            | 19:55-22:00 | 中國 對 土耳其                                                            | 與有線體育台和高清體育台同步播出                            |
| 2020年夏季奧林匹克運動會       | 香港開電視     | 2021年7月23日                           | 18:30-23:05 | 2020東京奧運開幕典禮 Tokyo 2020 Olympic Games Opening Ceremony            | 與高清體育台、有線Sports Plus 1 HD和高清603台同步播出       |
| 2020年夏季奧林匹克運動會       | 香港國際財經台 | 2021年7月23日                           | 19:00-23:00 | 2020東京奧運開幕典禮 Tokyo 2020 Olympic Games Opening Ceremony            |                                                             |
| 2020年夏季奧林匹克運動會       | 香港開電視     | 2021年7月24日                           | 08:00-15:30 | 奧運直擊 Tokyo 2020 Olympic Games Live (1)                                | 上午：劍擊/羽毛球/單車、下午：體操/沙灘排球                 |
| 2020年夏季奧林匹克運動會       | 香港開電視     | 2021年7月25日                           | 08:00-16:30 | 奧運直擊 Tokyo 2020 Olympic Games Live (1)                                | 上午：手球/游泳/羽毛球、下午：籃球/跳水                     |
| 2020年夏季奧林匹克運動會       | 香港開電視     | 2021年7月26日                           | 08:00-16:30 | 奧運直擊 Tokyo 2020 Olympic Games Live (1)                                | 上午：欖球/劍擊/乒乓球/游泳/滑板、下午：乒乓球/籃球/游泳    |
| 2020年夏季奧林匹克運動會       | 香港開電視     | 2021年7月27日                           | 08:00-16:00 | 奧運直擊 Tokyo 2020 Olympic Games Live (1)                                | 手球/游泳/乒乓球                                            |
| 2020年夏季奧林匹克運動會       | 香港開電視     | 2021年7月28日                           | 08:00-15:30 | 奧運直擊 Tokyo 2020 Olympic Games Live (1)                                | 上午：羽毛球/乒乓球/游泳、下午：乒乓球                      |
| 2020年夏季奧林匹克運動會       | 香港開電視     | 2021年7月29日                           | 08:00-16:00 | 奧運直擊 Tokyo 2020 Olympic Games Live (1)                                | 羽毛球/游泳/射箭/賽艇                                       |
| 2020年夏季奧林匹克運動會       | 香港開電視     | 2021年7月30日                           | 08:00-16:00 | 奧運直擊 Tokyo 2020 Olympic Games Live (1)                                | 上午：羽毛球/游泳、下午：籃球/羽毛球                        |
| 2020年夏季奧林匹克運動會       | 香港開電視     | 2021年7月31日                           | 08:00-16:30 | 奧運直擊 Tokyo 2020 Olympic Games Live (1)                                | 上午：田徑/游泳、下午：帆船                                 |
| 2020年夏季奧林匹克運動會       | 香港開電視     | 2021年8月1日                            | 08:00-16:30 | 奧運直擊 Tokyo 2020 Olympic Games Live (1)                                | 上午：劍擊/游泳、下午：劍擊/跳水/馬術三項（錄播）           |
| 2020年夏季奧林匹克運動會       | 香港開電視     | 2021年8月2日                            | 08:00-16:30 | 奧運直擊 Tokyo 2020 Olympic Games Live (1)                                | 下午：羽毛球/乒乓球                                         |
| 2020年夏季奧林匹克運動會       | 香港開電視     | 2021年8月3日                            | 08:00-15:30 | 奧運直擊 Tokyo 2020 Olympic Games Live (1)                                | 上午：沙灘排球/乒乓球、下午：乒乓球                         |
| 2020年夏季奧林匹克運動會       | 香港開電視     | 2021年8月4日                            | 08:00-16:30 | 奧運直擊 Tokyo 2020 Olympic Games Live (1)                                | 上午：乒乓球/游泳（錄播）、下午：排球/沙灘排球（錄播）/單車 |
| 2020年夏季奧林匹克運動會       | 香港開電視     | 2021年8月5日                            | 08:00-15:30 | 奧運直擊 Tokyo 2020 Olympic Games Live (1)                                | 上午：沙灘排球/空手道/乒乓球、下午：拳擊/單車               |
| 2020年夏季奧林匹克運動會       | 香港開電視     | 2021年8月6日                            | 08:00-18:00 | 奧運直擊 Tokyo 2020 Olympic Games Live (1)                                | 上午：田徑/沙灘排球/乒乓球、下午：籃球/單車                 |
| 2020年夏季奧林匹克運動會       | 香港開電視     | 2021年8月7日                            | 08:00-16:30 | 奧運直擊 Tokyo 2020 Olympic Games Live (1)                                | 上午：哥爾夫球/跳水/籃球、下午：排球/單車                   |
| 2020年夏季奧林匹克運動會       | 香港開電視     | 2021年8月8日                            | 08:00-15:30 | 奧運直擊 Tokyo 2020 Olympic Games Live (1)                                | 上午：田徑/單車、下午：排球/手球（錄播）                    |
| 2020年夏季奧林匹克運動會       | 香港開電視     | 2021年7月24日                           | 16:30-19:00 | 直擊奧運營 Tokyo 2020 Olympic Games Live (2)                              | 籃球/劍擊/羽毛球                                            |
| 2020年夏季奧林匹克運動會       | 香港開電視     | 2021年7月25日                           | 16:30-19:00 | 直擊奧運營 Tokyo 2020 Olympic Games Live (2)                              | 女子100米背泳初賽                                           |
| 2020年夏季奧林匹克運動會       | 香港開電視     | 2021年7月26日                           | 16:30-19:00 | 直擊奧運營 Tokyo 2020 Olympic Games Live (2)                              | 女子200米自由泳初賽                                         |
| 2020年夏季奧林匹克運動會       | 香港開電視     | 2021年7月27日                           | 16:30-19:00 | 直擊奧運營 Tokyo 2020 Olympic Games Live (2)                              | 三項鐵人（錄播）/欖球                                       |
| 2020年夏季奧林匹克運動會       | 香港開電視     | 2021年7月28日                           | 16:30-19:00 | 直擊奧運營 Tokyo 2020 Olympic Games Live (2)                              | 籃球/衝浪（錄播）                                           |
| 2020年夏季奧林匹克運動會       | 香港開電視     | 2021年7月29日                           | 16:30-19:00 | 直擊奧運營 Tokyo 2020 Olympic Games Live (2)                              | 籃球/沙灘排球（錄播）                                       |
| 2020年夏季奧林匹克運動會       | 香港開電視     | 2021年7月30日                           | 16:30-19:00 | 直擊奧運營 Tokyo 2020 Olympic Games Live (2)                              | 單車（錄播）/游泳                                           |
| 2020年夏季奧林匹克運動會       | 香港開電視     | 2021年7月31日                           | 16:30-19:00 | 直擊奧運營 Tokyo 2020 Olympic Games Live (2)                              | 欖球                                                        |
| 2020年夏季奧林匹克運動會       | 香港開電視     | 2021年8月1日                            | 16:30-19:00 | 直擊奧運營 Tokyo 2020 Olympic Games Live (2)                              | 單車（錄播）                                                |
| 2020年夏季奧林匹克運動會       | 香港開電視     | 2021年8月2日                            | 16:30-19:00 | 直擊奧運營 Tokyo 2020 Olympic Games Live (2)                              | 體操                                                        |
| 2020年夏季奧林匹克運動會       | 香港開電視     | 2021年8月3日                            | 16:30-18:00 | 直擊奧運營 Tokyo 2020 Olympic Games Live (2)                              | 運動攀登                                                    |
| 2020年夏季奧林匹克運動會       | 香港開電視     | 2021年8月4日                            | 16:30-19:00 | 直擊奧運營 Tokyo 2020 Olympic Games Live (2)                              |                                                             |
| 2020年夏季奧林匹克運動會       | 香港開電視     | 2021年8月5日                            | 15:30-18:00 | 直擊奧運營 Tokyo 2020 Olympic Games Live (2)                              | 滑板（錄播）                                                |
| 2020年夏季奧林匹克運動會       | 香港開電視     | 2021年8月7日                            | 16:30-19:00 | 直擊奧運營 Tokyo 2020 Olympic Games Live (2)                              |                                                             |
| 2020年夏季奧林匹克運動會       | 香港開電視     | 2021年8月8日                            | 15:30-18:00 | 直擊奧運營 Tokyo 2020 Olympic Games Live (2)                              |                                                             |
| 2020年夏季奧林匹克運動會       | 香港國際財經台 | 2021年7月24日至7月26日                  | 08:00-17:00 | 2020東京奧運直播 Tokyo 2020 Olympic Games Live                            |                                                             |
| 2020年夏季奧林匹克運動會       | 香港國際財經台 | 2021年7月27日至8月7日                   | 08:00-19:00 | 2020東京奧運直播 Tokyo 2020 Olympic Games Live                            |                                                             |
| 2020年夏季奧林匹克運動會       | 香港國際財經台 | 2021年8月8日                            | 08:00-18:00 | 2020東京奧運直播 Tokyo 2020 Olympic Games Live                            |                                                             |
| 2020年夏季奧林匹克運動會       | 香港國際財經台 | 2021年7月24日至8月7日                   | 20:30-22:00 | 2020東京奧運直播 Tokyo 2020 Olympic Games Live                            |                                                             |
| 2020年夏季奧林匹克運動會       | 香港國際財經台 | 2021年7月24日至8月7日                   | 19:00-20:00 | 2020東京奧運精華 1 Tokyo 2020 Olympic Games Highlights 1                  |                                                             |
| 2020年夏季奧林匹克運動會       | 香港國際財經台 | 2021年7月24日至8月8日                   | 23:30-00:30 | 2020東京奧運精華 1 Tokyo 2020 Olympic Games Highlights 1                  |                                                             |
| 2020年夏季奧林匹克運動會       | 香港開電視     | 2021年7月24日                           | 20:00-23:30 | 開電視睇奧運 Tokyo 2020 Olympic Games Live (3)(4)                         | 游泳/乒乓球/排球                                            |
| 2020年夏季奧林匹克運動會       | 香港開電視     | 2021年7月25日                           | 00:00-01:00 | 開電視睇奧運 Tokyo 2020 Olympic Games Live (3)(4)                         | 游泳/乒乓球/排球                                            |
| 2020年夏季奧林匹克運動會       | 香港開電視     | 2021年7月25日                           | 20:00-23:30 | 開電視睇奧運 Tokyo 2020 Olympic Games Live (3)(4)                         | 乒乓球/籃球/帆船（錄播）                                    |
| 2020年夏季奧林匹克運動會       | 香港開電視     | 2021年7月26日                           | 00:00-01:00 | 開電視睇奧運 Tokyo 2020 Olympic Games Live (3)(4)                         | 乒乓球/籃球/帆船（錄播）                                    |
| 2020年夏季奧林匹克運動會       | 香港開電視     | 2021年7月26日                           | 19:45-23:30 | 開電視睇奧運 Tokyo 2020 Olympic Games Live (3)(4)                         | 體操/乒乓球（錄播）/帆船（錄播）/劍擊                       |
| 2020年夏季奧林匹克運動會       | 香港開電視     | 2021年7月27日                           | 00:00-01:00 | 開電視睇奧運 Tokyo 2020 Olympic Games Live (3)(4)                         | 體操/乒乓球（錄播）/帆船（錄播）/劍擊                       |
| 2020年夏季奧林匹克運動會       | 香港開電視     | 2021年7月27日                           | 19:45-23:30 | 開電視睇奧運 Tokyo 2020 Olympic Games Live (3)(4)                         | 劍擊（錄播）/乒乓球/游泳（錄播）                            |
| 2020年夏季奧林匹克運動會       | 香港開電視     | 2021年7月28日                           | 00:00-01:00 | 開電視睇奧運 Tokyo 2020 Olympic Games Live (3)(4)                         | 劍擊（錄播）/乒乓球/游泳（錄播）                            |
| 2020年夏季奧林匹克運動會       | 香港開電視     | 2021年7月28日                           | 19:45-23:30 | 開電視睇奧運 Tokyo 2020 Olympic Games Live (3)(4)                         | 乒乓球/籃球                                                 |
| 2020年夏季奧林匹克運動會       | 香港開電視     | 2021年7月29日                           | 00:00-01:00 | 開電視睇奧運 Tokyo 2020 Olympic Games Live (3)(4)                         | 乒乓球/籃球                                                 |
| 2020年夏季奧林匹克運動會       | 香港開電視     | 2021年7月29日                           | 19:45-23:30 | 開電視睇奧運 Tokyo 2020 Olympic Games Live (3)(4)                         | 籃球/沙灘排球（錄播）                                       |
| 2020年夏季奧林匹克運動會       | 香港開電視     | 2021年7月30日                           | 00:00-01:00 | 開電視睇奧運 Tokyo 2020 Olympic Games Live (3)(4)                         | 籃球/沙灘排球（錄播）                                       |
| 2020年夏季奧林匹克運動會       | 香港開電視     | 2021年7月30日                           | 19:45-23:30 | 開電視睇奧運 Tokyo 2020 Olympic Games Live (3)(4)                         | 乒乓球/游泳（部分賽事錄播）                                 |
| 2020年夏季奧林匹克運動會       | 香港開電視     | 2021年7月31日                           | 00:00-01:00 | 開電視睇奧運 Tokyo 2020 Olympic Games Live (3)(4)                         | 乒乓球/游泳（部分賽事錄播）                                 |
| 2020年夏季奧林匹克運動會       | 香港開電視     | 2021年7月31日                           | 19:30-23:30 | 開電視睇奧運 Tokyo 2020 Olympic Games Live (3)(4)                         | 田徑/排球                                                   |
| 2020年夏季奧林匹克運動會       | 香港開電視     | 2021年8月1日                            | 00:00-01:00 | 開電視睇奧運 Tokyo 2020 Olympic Games Live (3)(4)                         | 田徑/排球                                                   |
| 2020年夏季奧林匹克運動會       | 香港開電視     | 2021年8月1日                            | 19:30-23:30 | 開電視睇奧運 Tokyo 2020 Olympic Games Live (3)(4)                         | 羽毛球/田徑/沙灘排球（錄播）                                |
| 2020年夏季奧林匹克運動會       | 香港開電視     | 2021年8月2日                            | 00:00-01:00 | 開電視睇奧運 Tokyo 2020 Olympic Games Live (3)(4)                         | 羽毛球/田徑/沙灘排球（錄播）                                |
| 2020年夏季奧林匹克運動會       | 香港開電視     | 2021年8月2日                            | 19:45-23:30 | 開電視睇奧運 Tokyo 2020 Olympic Games Live (3)(4)                         | 田徑/羽毛球                                                 |
| 2020年夏季奧林匹克運動會       | 香港開電視     | 2021年8月3日                            | 00:00-01:00 | 開電視睇奧運 Tokyo 2020 Olympic Games Live (3)(4)                         | 田徑/羽毛球                                                 |
| 2020年夏季奧林匹克運動會       | 香港開電視     | 2021年8月3日                            | 18:25-23:30 | 開電視睇奧運 Tokyo 2020 Olympic Games Live (3)(4)                         | 乒乓球/田徑（錄播）/跳水（錄播）                            |
| 2020年夏季奧林匹克運動會       | 香港開電視     | 2021年8月4日                            | 00:00-01:00 | 開電視睇奧運 Tokyo 2020 Olympic Games Live (3)(4)                         | 乒乓球/田徑（錄播）/跳水（錄播）                            |
| 2020年夏季奧林匹克運動會       | 香港開電視     | 2021年8月4日                            | 19:45-23:30 | 開電視睇奧運 Tokyo 2020 Olympic Games Live (3)(4)                         | 田徑/排球/馬術場地障礙賽（錄播）                            |
| 2020年夏季奧林匹克運動會       | 香港開電視     | 2021年8月5日                            | 00:00-01:00 | 開電視睇奧運 Tokyo 2020 Olympic Games Live (3)(4)                         | 田徑/排球/馬術場地障礙賽（錄播）                            |
| 2020年夏季奧林匹克運動會       | 香港開電視     | 2021年8月5日                            | 18:25-23:30 | 開電視睇奧運 Tokyo 2020 Olympic Games Live (3)(4)                         | 空手道/乒乓球/排球                                          |
| 2020年夏季奧林匹克運動會       | 香港開電視     | 2021年8月6日                            | 00:00-01:00 | 開電視睇奧運 Tokyo 2020 Olympic Games Live (3)(4)                         | 空手道/乒乓球/排球                                          |
| 2020年夏季奧林匹克運動會       | 香港開電視     | 2021年8月6日                            | 18:25-23:30 | 開電視睇奧運 Tokyo 2020 Olympic Games Live (3)(4)                         | 乒乓球/田徑/足球                                            |
| 2020年夏季奧林匹克運動會       | 香港開電視     | 2021年8月7日                            | 00:00-01:00 | 開電視睇奧運 Tokyo 2020 Olympic Games Live (3)(4)                         | 乒乓球/田徑/足球                                            |
| 2020年夏季奧林匹克運動會       | 香港開電視     | 2021年8月7日                            | 19:30-23:30 | 開電視睇奧運 Tokyo 2020 Olympic Games Live (3)(4)                         | 足球/田徑（錄播）/馬術三項賽（錄播）                        |
| 2020年夏季奧林匹克運動會       | 香港開電視     | 2021年8月8日                            | 00:00-01:00 | 開電視睇奧運 Tokyo 2020 Olympic Games Live (3)(4)                         | 足球/田徑（錄播）/馬術三項賽（錄播）                        |
| 2020年夏季奧林匹克運動會       | 香港國際財經台 | 2021年7月25日至8月7日                   | 00:30-03:30 | 2020東京奧運精點 Tokyo 2020 Olympic Games Special                         |                                                             |
| 2020年夏季奧林匹克運動會       | 香港開電視     | 2021年7月25日至8月8日                   | 01:30-02:30 | 奧運最精彩                                                                | 與有線體育台和高清體育台同步播出                            |
| 2020年夏季奧林匹克運動會       | 香港開電視     | 2021年8月9日                            | 00:30-01:30 | 奧運最精彩                                                                |                                                             |
| 2020年夏季奧林匹克運動會       | 香港開電視     | 2021年7月25日至8月8日                   | 02:30-06:00 | 奧運午夜場                                                                | 有線Sports Plus 1節目                                       |
| 2020年夏季奧林匹克運動會       | 香港國際財經台 | 2021年7月25日至8月8日                   | 07:00-08:00 | 2020東京奧運精華 2 Tokyo 2020 Olympic Games Highlights 2                  |                                                             |
| 2020年夏季奧林匹克運動會       | 香港開電視     | 2021年8月8日                            | 18:30-22:30 | 2020東京奧運閉幕典禮 Tokyo 2020 Olympic Games Closing Ceremony            | 與高清體育台和有線Sports Plus 1 HD同步播出                  |
| 2020年夏季奧林匹克運動會       | 香港國際財經台 | 2021年8月8日                            | 19:00-21:30 | 2020東京奧運閉幕典禮 Tokyo 2020 Olympic Games Closing Ceremony            | 與Sports Plus 2和Sports Plus 2 HD同步播出                   |
| 2020年夏季殘疾人奧林匹克運動會 | 香港開電視     | 2021年8月24日                           | 18:55-22:00 | 東京2020殘疾人奧運會開幕典禮 Tokyo 2020 Paralympic Games Opening Ceremony | 與有線體育台和高清體育台同步播出                            |
| 2020年夏季殘疾人奧林匹克運動會 | 香港國際財經台 | 2021年8月24日                           | 18:55-22:00 | 東京2020殘疾人奧運會開幕典禮 Tokyo 2020 Paralympic Games Opening Ceremony | 與有線體育台和高清體育台同步播出                            |
| 2020年夏季殘疾人奧林匹克運動會 | 香港開電視     | 2021年8月25日至8月28日、8月30日至9月3日 | 16:00-18:00 | 東京2020殘疾人奧運會                                                      |                                                             |
| 2020年夏季殘疾人奧林匹克運動會 | 香港開電視     | 2021年8月29日                           | 13:55-18:00 | 東京2020殘疾人奧運會                                                      |                                                             |
| 2020年夏季殘疾人奧林匹克運動會 | 香港開電視     | 2021年8月29日                           | 21:00-22:10 | 東京2020殘疾人奧運會                                                      |                                                             |
| 2020年夏季殘疾人奧林匹克運動會 | 香港開電視     | 2021年9月4日                            | 08:00-13:00 | 東京2020殘疾人奧運會                                                      |                                                             |
| 2020年夏季殘疾人奧林匹克運動會 | 香港開電視     | 2021年9月4日                            | 14:00-18:00 | 東京2020殘疾人奧運會                                                      |                                                             |
| 2020年夏季殘疾人奧林匹克運動會 | 香港開電視     | 2021年9月5日                            | 08:00-13:05 | 東京2020殘疾人奧運會                                                      |                                                             |
| 2020年夏季殘疾人奧林匹克運動會 | 香港國際財經台 | 2021年8月25日至9月4日                   | 19:00-20:00 | 東京2020殘疾人奧運會精華 1 Tokyo 2020 Paralympic Games Highlights 1       |                                                             |
| 2020年夏季殘疾人奧林匹克運動會 | 香港開電視     | 2021年8月25日至9月4日                   | 22:30-23:30 | 東京2020殘疾人奧運會精華                                                  | 與有線體育台和高清體育台同步播出                            |
| 2020年夏季殘疾人奧林匹克運動會 | 香港國際財經台 | 2021年8月26日至9月6日                   | 00:30-01:30 | 東京2020殘疾人奧運會精華 2 Tokyo 2020 Paralympic Games Highlights 2       |                                                             |
| 2020年夏季殘疾人奧林匹克運動會 | 香港開電視     | 2021年9月5日                            | 18:55-21:30 | 東京2020殘疾人奧運會閉幕典禮 Tokyo 2020 Paralympic Games Closing Ceremony | 與有線體育台和高清體育台同步播出                            |
| 2020年夏季殘疾人奧林匹克運動會 | 香港國際財經台 | 2021年9月5日                            | 18:55-21:30 | 東京2020殘疾人奧運會閉幕典禮 Tokyo 2020 Paralympic Games Closing Ceremony |                                                             |

### 亞運會
| 賽季     | 賽事類型       | 播放频道             | 播放日                | 時間                             | 播放賽事/節目                                                                 | 備註                               |
| 2018年   | 男子足球       | 奇妙77台             | 2018年8月10日         | 16:55 - 19:00                    | 老撾 對 香港                                                                  | 與有線體育2台和高清體育2台同步播出 |
| 2018年   | 男子足球       | 奇妙77台             | 2018年8月15日         | 16:55 - 19:00                    | 香港 對 中華台北                                                              | 與有線體育2台和高清體育2台同步播出 |
| 2018年   | 男子足球       | 奇妙77台             | 2018年8月17日         | 16:55 - 19:00                    | 香港 對 巴勒斯坦                                                              | 與有線體育2台和高清體育2台同步播出 |
| 2018年   | 男子足球       | 奇妙77台             | 2018年8月20日         | 19:55 - 22:00                    | 印尼 對 香港                                                                  | 與有線體育2台和高清體育2台同步播出 |
| 2018年   | 男子足球       | 奇妙77台             | 2018年8月23日         | 16:55 - 19:00                    | 烏茲別克 對 香港                                                              | 與有線體育2台和高清體育2台同步播出 |
| 2018年   | 其他節目       | 奇妙77台             | 2018年8月18日         | 19:45 - 22:15                    | 2018 雅加達亞運會開幕典禮 2018 Jakarta-Palembang Asian Games Opening Ceremony | 與有線體育台和高清體育台同步播出   |
| 2018年   | 其他節目       | 香港國際財經台       | 2018年8月18日         | 20:00 - 22:30                    | 2018 雅加達亞運會開幕典禮 2018 Jakarta-Palembang Asian Games Opening Ceremony | 直播官方訊號，無廣告時段版本       |
| 2018年   | 其他節目       | 奇妙77台             | 2018年8月19日至9月1日 | 22:00 - 02:30                    | 亞運今日焦點                                                                  | 與有線體育台和高清體育台同步播出   |
| 2018年   | 其他節目       | 奇妙77台             | 2018年8月20日至9月2日 | 07:00 - 08:00                    | 亞運最精彩 2018 Jakarta-Palembang Asian Games Daily Highlights                | 與有線體育台和高清體育台同步播出   |
| 2018年   | 其他節目       | 香港國際財經台       | 2018年8月20日至9月2日 | 08:00 - 09:00                    | 亞運最精彩 2018 Jakarta-Palembang Asian Games Daily Highlights                | 與有線體育台和高清體育台同步播出   |
| 2018年   | 其他節目       | 奇妙77台             | 2018年8月31日         | 14:55 - 17:00                    | 2018 雅加達亞運直擊                                                           | 與有線體育台和高清體育台同步播出   |
| 2018年   | 其他節目       | 奇妙77台             | 2018年9月1日          | 17:00 - 21:00                    | 2018 雅加達亞運直擊                                                           | 與有線體育台和高清體育台同步播出   |
| 2018年   | 其他節目       | 奇妙77台             | 2018年9月2日          | 19:30 - 22:20                    | 2018 雅加達亞運會閉幕典禮 2018 Jakarta-Palembang Asian Games Closing Ceremony | 與有線體育台和高清體育台同步播出   |
| 2018年   | 其他節目       | 香港國際財經台       | 2018年9月2日          | 19:30 - 22:00                    | 2018 雅加達亞運會閉幕典禮 2018 Jakarta-Palembang Asian Games Closing Ceremony |                                    |
| 2022年   |                | 香港國際財經台       |                       |                                  |                                                                               |                                    |
| 男子足球 | 2022年9月19日  | 香港國際財經台       | 19:25 - 21:30         | 中國 對 印度                     |                                                                               |                                    |
| 男子足球 | 2022年9月21日  | 香港國際財經台       | 15:55 - 18:00         | 蒙古 對 沙特阿拉伯               |                                                                               |                                    |
| 男子足球 | 2022年9月21日  | 香港國際財經台       | 19:25 - 21:30         | 緬甸 對 中國                     |                                                                               |                                    |
| 男子足球 | 2022年9月22日  | 香港國際財經台       | 19:25 - 21:30         | 香港 對 烏茲別克                 |                                                                               |                                    |
| 男子足球 | 2022年9月24日  | 香港國際財經台       | 19:25 - 21:30         | 中國 對 孟加拉                   |                                                                               |                                    |
| 男子足球 | 2022年9月25日  | 香港國際財經台       | 15:55 - 18:00         | 烏茲別克 對 香港                 |                                                                               |                                    |
| 男子足球 | 2022年9月25日  | 香港國際財經台       | 19:25 - 21:30         | 巴勒斯坦 對 日本                 |                                                                               |                                    |
| 男子足球 | 2022年9月27日  | 香港國際財經台       | 16:25 - 18:30         | 十六強：伊朗 對 泰國             |                                                                               |                                    |
| 男子足球 | 2022年9月27日  | 香港國際財經台       | 19:25 - 21:30         | 十六強：香港 對 巴勒斯坦         |                                                                               |                                    |
| 男子足球 | 2022年9月28日  | 香港國際財經台       | 16:25 - 18:30         | 十六強：烏茲別克 對 印尼         |                                                                               |                                    |
| 男子足球 | 2022年9月28日  | 香港國際財經台       | 19:25 - 21:30         | 十六強：印度 對 沙特阿拉伯       |                                                                               |                                    |
| 男子足球 | 2022年10月1日  | 香港國際財經台       | 14:55 - 17:00         | 半準決賽：烏茲別克 對 沙特阿拉伯 |                                                                               |                                    |
| 男子足球 | 2022年10月1日  | 香港國際財經台       | 19:25 - 21:30         | 半準決賽：伊朗 對 香港           |                                                                               |                                    |
| 男子足球 | 2022年10月4日  | 香港國際財經台       | 19:55 - 22:00         | 準決賽：南韓 對 烏茲別克         |                                                                               |                                    |
| 男子足球 | 2022年10月7日  | 香港國際財經台       | 19:55 - 22:00         | 決賽：南韓 對 日本               |                                                                               |                                    |
| 其他節目 | HOY TV         | 2023年9月23日        | 19:55 - 22:15         | 杭州第19屆亞運會開幕式           |                                                                               |                                    |
| 其他節目 | 香港國際財經台 | 2023年9月23日        | 20:00 - 22:00         | 杭州第19屆亞運會開幕式           |                                                                               |                                    |
| 其他節目 | HOY TV         | 2023年9月24至10月8日 | 08:00 - 09:00         | 杭州亞運最精彩                   |                                                                               |                                    |
| 其他節目 | HOY TV         | 2023年9月24至10月8日 | 09:00 - 18:30         | 杭州亞運直擊                     |                                                                               |                                    |
| 其他節目 | HOY TV         | 2023年9月24至10月7日 | 19:00 - 22:30         | 亞運黃金戰報                     |                                                                               |                                    |
| 其他節目 | HOY TV         | 2023年9月24至10月7日 | 00:00 - 01:00         | 杭州亞運最精彩                   |                                                                               |                                    |
| 其他節目 | HOY TV         | 2023年10月8日        | 19:00 - 21:35         | 杭州第19屆亞運會閉幕式           |                                                                               |                                    |
| 其他節目 | 香港國際財經台 | 2023年10月8日        | 20:00 - 21:30         | 杭州第19屆亞運會閉幕式           |                                                                               |                                    |
| 其他節目 | 香港國際財經台 | 2023年9月24至10月8日 | 13:00 - 14:00         | 杭州亞運每日精華                 |                                                                               |                                    |
| 其他節目 | 香港國際財經台 | 2023年9月24至10月8日 | 15:00 - 18:00         | 亞運午間戰報                     |                                                                               |                                    |
| 女子足球 | 香港國際財經台 | 2022年9月30日        | 14:55 - 17:00         | 半準決賽：中華台北 對 烏茲別克   |                                                                               |                                    |
| 女子足球 | 香港國際財經台 | 2022年9月30日        | 19:25 - 21:30         | 半準決賽：中國 對 泰國           |                                                                               |                                    |
| 女子足球 | 香港國際財經台 | 2022年10月3日        | 17:55 - 19:55         | 準決賽：烏茲別克 對 北韓         |                                                                               |                                    |
| 女子足球 | 香港國際財經台 | 2022年10月3日        | 19:55 - 22:00         | 準決賽：中國 對 日本             |                                                                               |                                    |
| 女子足球 | 香港國際財經台 | 2022年10月6日        | 14:55 - 17:00         | 季軍戰：中國 對 烏茲別克         |                                                                               |                                    |
| 女子足球 | 香港國際財經台 | 2022年10月6日        | 19:55 - 22:00         | 決賽：日本 對 北韓               |                                                                               |                                    |

### 中华人民共和国全国运动会
| 賽季     | 播放频道   | 播放日                 | 時間        | 播放賽事/節目               | 備註                                                                                      |
| 第十四屆 | 香港開電視 | 2021年9月15日          | 19:50-21:45 | 第十四屆全國運動會 開幕典禮 | 與有線Sports Plus 1和有線Sports Plus 1 HD同步播出 同步轉播中国中央电视台综合频道 (港澳版) |
| 第十四屆 | 香港開電視 | 2021年9月16日至9月26日 | 22:30-23:30 | 第十四屆全國運動會精華      | 與有線Sports Plus 1和有線Sports Plus 1 HD同步播出                                         |
| 第十四屆 | 香港開電視 | 2021年9月18日至19日    | 15:00-18:00 | 第十四屆全國運動會          | 與有線Sports Plus 1和有線Sports Plus 1 HD同步播出                                         |
| 第十四屆 | 香港開電視 | 2021年9月25日至26日    | 15:00-18:00 | 第十四屆全國運動會          | 與有線Sports Plus 1和有線Sports Plus 1 HD同步播出                                         |
| 第十四屆 | 香港開電視 | 2021年9月27日          | 19:50-21:45 | 第十四屆全國運動會 閉幕典禮 | 與有線Sports Plus 1和有線Sports Plus 1 HD同步播出 同步轉播中国中央电视台综合频道 (港澳版) |

### 其它
| 播放频道       | 播放日                   | 時間        | 播放賽事                                           | 備註                                   |
| 香港國際財經台 | 2019年10月19-20、26-27日 | 13:00-17:00 | 2019年世界軍人運動會 7th CISM Military World Games | 錄播央視體育頻道或央視體育賽事頻道節目 |

## 年度體育競賽

### 足球

#### 世界盃
| 賽季                      | 播放频道       | 播放日         | 時間        | 播放賽事                                              | 備註                               |
| 2019年 FIFA女子世界盃     | 香港開電視     | 2019年6月8日   | 02:55-05:00 | 法國 對 南韓                                          | 與有線球彩台和高清603台同步播出    |
| 2019年 FIFA女子世界盃     | 香港開電視     | 2019年7月3日   | 02:55-05:00 | 準決賽：英格蘭 對 美國                                | 與有線球彩台和高清603台同步播出    |
| 2019年 FIFA女子世界盃     | 香港開電視     | 2019年7月4日   | 02:55-05:30 | 準決賽：荷蘭 對 瑞典                                  | 與有線球彩台和高清603台同步播出    |
| 2019年 FIFA女子世界盃     | 香港開電視     | 2019年7月7日   | 22:55-01:15 | 決賽：美國 對 荷蘭                                    | 與有線球彩台和高清603台同步播出    |
| 2019年 FIFA世青盃         | 香港國際財經台 | 2019年6月8日   | 23:25-01:30 | 準決賽: 烏克蘭 對 意大利 Semi Final: Ukraine vs Italy | 與有線體育台和高清體育台同步播出   |
| 2019年 FIFA世青盃         | 香港開電視     | 2019年6月12日  | 02:25-04:30 | 準決賽: 厄瓜多爾 對 南韓                              | 與有線體育台和高清體育台同步播出   |
| 2019年 FIFA世青盃         | 香港開電視     | 2019年6月15日  | 23:55-02:15 | 決賽: 烏克蘭 對 南韓                                  | 與有線體育台和高清體育台同步播出   |
| 2019年 FIFA世少盃         | 香港開電視     | 2019年10月27日 | 03:55-06:00 | 巴西 對 加拿大                                        | 與有線體育2台和高清體育2台同步播出 |
| 2019年 FIFA世少盃         | 香港開電視     | 2019年11月15日 | 03:25-05:30 | 準決賽: 墨西哥 對 荷蘭                                | 與有線體育2台和高清體育2台同步播出 |
| 2019年 FIFA世少盃         | 香港開電視     | 2019年11月15日 | 06:55-09:00 | 準決賽: 法國 對 巴西                                  | 與有線體育2台和高清體育2台同步播出 |
| 2019年 FIFA世少盃         | 香港開電視     | 2019年11月18日 | 05:55-08:00 | 決賽: 墨西哥 對 巴西                                  | 與有線體育2台和高清體育2台同步播出 |
| 2022年 世界盃歐洲區外圍賽 | 香港開電視     | 2021年3月26日  | 03:30-05:45 | 英格蘭 對 聖馬力諾                                    | 與有線體育台和高清體育台同步播出   |
| 2022年 世界盃歐洲區外圍賽 | 香港開電視     | 2021年3月28日  | 23:45-02:00 | 阿爾巴尼亞 對 英格蘭                                  | 與有線體育台和高清體育台同步播出   |
| 2022年 世界盃歐洲區外圍賽 | 香港開電視     | 2021年3月29日  | 02:30-04:45 | 羅馬尼亞 對 德國                                      | 與有線體育台和高清體育台同步播出   |
| 2022年 世界盃歐洲區外圍賽 | 香港開電視     | 2021年4月1日   | 02:30-04:45 | 英格蘭 對 波蘭                                        | 與有線體育台和高清體育台同步播出   |
| 2022年 世界盃歐洲區外圍賽 | 香港開電視     | 2021年10月10日 | 02:30-04:45 | 安道爾 對 英格蘭                                      | 與有線體育台和高清體育台同步播出   |
| 2022年 世界盃歐洲區外圍賽 | 香港開電視     | 2021年11月13日 | 03:30-05:45 | 英格蘭 對 阿爾巴尼亞                                  | 與有線體育台和高清體育台同步播出   |
| 2022年 世界盃歐洲區外圍賽 | 香港開電視     | 2021年11月14日 | 03:30-05:45 | 法國 對 哈薩克                                        | 與有線體育台和高清體育台同步播出   |

#### 歐洲女子足球錦標賽
| 賽季   | 播放频道 | 播放日        | 時間        | 播放賽事         | 備註                        |
| 2017年 | 奇妙77台 | 2017年7月17日 | 23:55-02:00 | 荷蘭 對 挪威     | 與有線足球台和hd201同步播出 |
| 2017年 | 奇妙77台 | 2017年7月18日 | 23:55-02:00 | 大利 對 俄羅斯   | 與有線足球台和hd201同步播出 |
| 2017年 | 奇妙77台 | 2017年7月19日 | 23:55-02:00 | 奧地利 對 瑞士   | 與有線足球台和hd201同步播出 |
| 2017年 | 奇妙77台 | 2017年7月20日 | 23:55-02:00 | 西班牙 對 葡萄牙 | 與有線足球台和hd201同步播出 |
| 2017年 | 奇妙77台 | 2017年7月21日 | 23:55-02:00 | 挪威 對 比利時   | 與有線足球台和hd201同步播出 |
| 2017年 | 奇妙77台 | 2017年7月22日 | 23:55-02:00 | 瑞典 對 俄羅斯   | 與有線足球台和hd201同步播出 |
| 2017年 | 奇妙77台 | 2017年7月23日 | 23:55-02:00 | 冰島 對 瑞士     | 與有線足球台和hd201同步播出 |
| 2017年 | 奇妙77台 | 2017年7月24日 | 23:55-02:00 | 蘇格蘭 對 葡萄牙 | 與有線足球台和hd201同步播出 |
| 2017年 | 奇妙77台 | 2017年7月25日 | 02:40-04:45 | 比利時 對 荷蘭   | 與有線足球台和hd201同步播出 |
| 2017年 | 奇妙77台 | 2017年7月26日 | 02:40-04:45 | 俄羅斯 對 德國   | 與有線足球台和hd201同步播出 |
| 2017年 | 奇妙77台 | 2017年7月27日 | 02:40-04:45 | 瑞士 對 法國     | 與有線足球台和hd201同步播出 |
| 2017年 | 奇妙77台 | 2017年7月28日 | 02:40-04:45 | 葡萄牙 對 英格蘭 | 與有線足球台和hd201同步播出 |
| 2017年 | 奇妙77台 | 2017年7月29日 | 23:55-02:00 | 荷蘭 對 瑞典     | 與有線足球台和hd201同步播出 |
| 2017年 | 奇妙77台 | 2017年7月30日 | 02:55-05:00 | 德國 對 丹麥     | 與有線足球台和hd201同步播出 |
| 2017年 | 奇妙77台 | 2017年7月30日 | 23:55-02:00 | 奧地利 對 西班牙 | 與有線足球台和hd201同步播出 |
| 2017年 | 奇妙77台 | 2017年7月31日 | 02:55-05:00 | 英格蘭 對 法國   | 與有線足球台和hd201同步播出 |
| 2017年 | 奇妙77台 | 2017年8月3日  | 23:55-02:00 | 丹麥 對 奧地利   | 與有線足球台和hd201同步播出 |
| 2017年 | 奇妙77台 | 2017年8月4日  | 02:55-05:00 | 荷蘭 對 英格蘭   | 與有線足球台和hd201同步播出 |
| 2017年 | 奇妙77台 | 2017年8月6日  | 22:55-01:00 | 荷蘭 對 丹麥     | 與有線足球台和hd201同步播出 |

#### 國際冠軍盃
| 賽季   | 播放频道 | 播放日        | 時間          | 播放賽事                 | 備註                               |
| 2018年 | 奇妙77台 | 2018年7月21日 | 09:00 - 11:00 | 曼城 對 多蒙特           | 與有線體育2台和高清體育2台同步播出 |
| 2018年 | 奇妙77台 | 2018年7月23日 | 04:00 - 06:00 | 利物浦 對 多蒙特         | 與有線體育2台和高清體育2台同步播出 |
| 2018年 | 奇妙77台 | 2018年7月29日 | 01:00 - 03:00 | 賓菲加 對 祖雲達斯       | 與有線體育2台和高清體育2台同步播出 |
| 2018年 | 奇妙77台 | 2018年7月29日 | 05:00 - 07:00 | 曼聯 對 利物浦           | 與有線體育2台和高清體育2台同步播出 |
| 2018年 | 奇妙77台 | 2018年7月29日 | 11:00 - 13:00 | 巴塞隆拿 對 熱刺         | 與有線體育2台和高清體育2台同步播出 |
| 2018年 | 奇妙77台 | 2018年8月2日  | 03:00 - 05:00 | 阿仙奴 對 車路士         | 與有線體育2台和高清體育2台同步播出 |
| 2018年 | 奇妙77台 | 2018年8月5日  | 06:00 - 08:00 | 皇家馬德里 對 祖雲達斯   | 與有線體育2台和高清體育2台同步播出 |
| 2018年 | 奇妙77台 | 2018年8月12日 | 03:00 - 05:00 | 馬德里體育會 對 國際米蘭 | 與有線體育2台和高清體育2台同步播出 |

#### 歐洲國家聯賽
| 賽季      | 播放频道       | 播放日         | 時間        | 播放賽事               | 備註                                     |
| 2018–19年 | 奇妙77台       | 2018年9月8日   | 02:30-04:45 | 大利 對 波蘭           | 與有線體育2台和高清體育2台同步播出       |
| 2018–19年 | 奇妙77台       | 2018年9月9日   | 02:30-04:45 | 英格蘭 對 西班牙       | 與有線體育2台和高清體育2台同步播出       |
| 2018–19年 | 奇妙77台       | 2018年9月10日  | 02:30-04:45 | 法國 對 荷蘭           | 與有線體育2台和高清體育2台同步播出       |
| 2018–19年 | 奇妙77台       | 2018年10月13日 | 02:30-04:45 | 克羅地亞 對 英格蘭     | 與有線體育2台和高清體育2台同步播出       |
| 2018–19年 | 奇妙77台       | 2018年10月14日 | 02:30-04:45 | 荷蘭 對 德國           | 與有線體育2台和高清體育2台同步播出       |
| 2018–19年 | 奇妙77台       | 2018年10月17日 | 02:30-04:45 | 法國 對 德國           | 與有線體育2台和高清體育2台同步播出       |
| 2018–19年 | 香港開電視     | 2018年11月17日 | 03:30-05:45 | 荷蘭 對 法國           | 與有線體育2台和高清體育2台同步播出       |
| 2018–19年 | 香港開電視     | 2018年11月18日 | 03:30-05:45 | 大利 對 葡萄牙         | 與有線體育2台和高清體育2台同步播出       |
| 2018–19年 | 香港開電視     | 2018年11月18日 | 21:55-00:00 | 英格蘭 對 克羅地亞     | 與有線體育2台和高清體育2台同步播出       |
| 2018–19年 | 香港開電視     | 2019年6月6日   | 02:30-04:45 | 準決賽：葡萄牙 對 瑞士 | 與有線體育2台和高清體育2台同步播出       |
| 2018–19年 | 香港開電視     | 2019年6月7日   | 02:30-05:30 | 準決賽：英格蘭 對 荷蘭 | 與有線體育2台和高清體育2台同步播出       |
| 2018–19年 | 香港開電視     | 2019年6月9日   | 20:55-23:00 | 季軍戰：瑞士 對 英格蘭 | 與有線體育2台和高清體育2台同步播出       |
| 2018–19年 | 香港開電視     | 2019年6月10日  | 02:30-05:00 | 決賽：葡萄牙 對 荷蘭   | 與有線體育2台和高清體育2台同步播出       |
| 2020-21年 | 香港開電視     | 2020年9月4日   | 02:30-04:45 | 德國 對 西班牙         | 與有線體育台和高清體育台同步播出         |
| 2020-21年 | 香港國際財經台 | 2020年9月4日   | 02:30-04:45 | 烏克蘭 對 瑞士         | 與有線sports plus1 HD和高清603台同步播出 |
| 2020-21年 | 香港開電視     | 2020年9月5日   | 02:30-04:45 | 大利 對 波斯尼亞       | 與有線體育台和高清體育台同步播出         |
| 2020-21年 | 香港國際財經台 | 2020年9月5日   | 02:30-04:45 | 荷蘭 對 波蘭           | 與有線sports plus1 HD和高清603台同步播出 |
| 2020-21年 | 香港開電視     | 2020年9月5日   | 23:45-02:00 | 冰島 對 英格蘭         | 與有線體育台和高清體育台同步播出         |
| 2020-21年 | 香港國際財經台 | 2020年9月6日   | 02:35-04:45 | 葡萄牙 對 克羅地亞     | 與有線sports plus1 HD和高清603台同步播出 |
| 2020-21年 | 香港國際財經台 | 2020年9月6日   | 23:45-02:00 | 匈牙利 對 俄羅斯       | 與有線體育台和高清體育台同步播出         |
| 2020-21年 | 香港國際財經台 | 2020年9月7日   | 02:35-04:45 | 西班牙 對 烏克蘭       | 與有線sports plus1 HD和高清603台同步播出 |
| 2020-21年 | 香港開電視     | 2020年9月7日   | 02:30-04:45 | 瑞士 對 德國           | 與有線體育台和高清體育台同步播出         |
| 2020-21年 | 香港開電視     | 2020年9月8日   | 02:30-04:45 | 荷蘭 對 大利           | 與有線體育台和高清體育台同步播出         |
| 2020-21年 | 香港國際財經台 | 2020年9月8日   | 02:35-04:45 | 波斯尼亞 對 波蘭       | 與有線sports plus1 HD和高清603台同步播出 |
| 2020-21年 | 香港國際財經台 | 2020年9月9日   | 02:35-04:45 | 法國 對 克羅地亞       | 與有線sports plus1 HD和高清603台同步播出 |
| 2020-21年 | 香港開電視     | 2020年9月9日   | 02:30-04:45 | 丹麥 對 英格蘭         | 與有線體育台和高清體育台同步播出         |
| 2020-21年 | 香港開電視     | 2020年10月11日 | 02:30-04:45 | 烏克蘭 對 德國         | 與有線sports plus1 HD同步播出            |
| 2020-21年 | 香港國際財經台 | 2020年10月11日 | 02:35-04:45 | 西班牙 對 瑞士         | 與有線體育台和高清體育台同步播出         |
| 2020-21年 | 香港開電視     | 2020年10月12日 | 02:30-04:45 | 法國 對 葡萄牙         | 與有線體育台和高清體育台同步播出         |
| 2020-21年 | 香港國際財經台 | 2020年10月12日 | 02:35-04:45 | 波蘭 對 大利           | 與有線sports plus1 HD和高清603台同步播出 |
| 2020-21年 | 香港開電視     | 2020年11月15日 | 03:30-05:45 | 葡萄牙 對 法國         | 與有線體育台和高清體育台同步播出         |
| 2020-21年 | 香港國際財經台 | 2020年11月15日 | 03:35-05:45 | 大利 對 波蘭           | 與高清603台同步播出                      |
| 2020-21年 | 香港開電視     | 2020年11月16日 | 02:30-04:45 | 荷蘭 對 波斯尼亞       | 與有線體育台和高清體育台同步播出         |
| 2020-21年 | 香港國際財經台 | 2020年11月16日 | 03:35-05:45 | 大利 對 波蘭           | 與有線sports plus1 HD同步播出            |
| 2020-21年 | 香港開電視     | 2020年11月16日 | 03:35-05:45 | 比利時 對 英格蘭       | 與有線體育台和高清體育台同步播出         |
| 2020-21年 | 香港開電視     | 2021年10月7日  | 02:30-04:51 | 準決賽：大利 對 西班牙 | 與有線體育台和高清體育台同步播出         |
| 2020-21年 | 香港開電視     | 2021年10月8日  | 02:30-04:45 | 準決賽：比利時 對 法國 | 與有線體育台和高清體育台同步播出         |
| 2020-21年 | 香港開電視     | 2021年10月10日 | 20:45-23:00 | 季軍賽：大利 對 比利時 | 與有線體育台和高清體育台同步播出         |
| 2020-21年 | 香港開電視     | 2021年10月11日 | 02:30-05:00 | 決賽：西班牙 對 法國   | 與有線體育台和高清體育台同步播出         |

#### 意大利甲組足球聯賽
| 賽季      | 播放频道   | 播放日         | 時間        | 播放賽事             | 備註                             |
| 2018-19年 | 奇妙77台   | 2018年9月29日  | 23:55-02:00 | 祖雲達斯 對 拿玻里   | 與有線614台beIN Sports 1同步播出 |
| 2018-19年 | 奇妙77台   | 2018年10月6日  | 23:55-02:00 | 烏甸尼斯 對 祖雲達斯 | 與有線614台beIN Sports 1同步播出 |
| 2018-19年 | 奇妙77台   | 2018年10月22日 | 02:25-04:30 | 國際米蘭 對 AC米蘭   | 與有線614台beIN Sports 1同步播出 |
| 2018-19年 | 香港開電視 | 2018年11月4日  | 00:55-03:00 | 費倫天拿 對 羅馬     | 與有線614台beIN Sports 1同步播出 |
| 2018-19年 | 香港開電視 | 2018年11月26日 | 00:55-03:00 | 拉素 對 AC米蘭       | 與有線614台beIN Sports 1同步播出 |
| 2018-19年 | 香港開電視 | 2018年12月2日  | 00:55-03:00 | 費倫天拿 對 祖雲達斯 | 與有線614台beIN Sports 1同步播出 |
| 2018-19年 | 香港開電視 | 2018年12月16日 | 00:55-03:00 | 國際米蘭 對 烏甸尼斯 | 與有線614台beIN Sports 1同步播出 |

#### 歐洲聯賽冠軍盃
| 賽季      | 播放频道       | 播放日             | 時間        | 播放賽事                                    | 備註                               |
| 2018-19年 | 奇妙77台       | 2018年10月3日      | 00:45-03:00 | 賀芬咸 對 曼城                              | 與有線體育2台和高清體育2台同步播出 |
| 2018-19年 | 奇妙77台       | 2018年10月24日     | 02:55-05:00 | 曼聯 對 祖雲達斯                            | 與有線體育2台和高清體育2台同步播出 |
| 2018-19年 | 香港開電視     | 2018年11月8日      | 03:55-06:00 | 祖雲達斯 對 曼聯                            | 與有線體育2台和高清體育2台同步播出 |
| 2018-19年 | 香港開電視     | 2018年11月29日     | 03:55-06:00 | 巴黎聖日耳門 對 利物浦                      | 與有線體育2台和高清體育2台同步播出 |
| 2018-19年 | 香港開電視     | 2018年12月12日     | 03:55-06:00 | 利物浦 對 拿玻里                            | 與有線體育2台和高清體育2台同步播出 |
| 2018-19年 | 香港開電視     | 2018年12月13日     | 01:45-03:50 | 皇家馬德里 對 莫斯科中央陸軍                | 與有線體育2台和高清體育2台同步播出 |
| 2018-19年 | 香港開電視     | 2019年2月23日      | 00:00-01:00 | 歐聯最精彩 UEFA Champions League Highlights | 雙語廣播 beIN Sports製作           |
| 2018-19年 | 香港國際財經台 | 2019年2月23日      | 13:30-14:30 | 歐聯最精彩 UEFA Champions League Highlights | 雙語廣播 beIN Sports製作           |
| 2018-19年 | 香港開電視     | 2019年3月9日       | 00:00-01:00 | 歐聯最精彩 UEFA Champions League Highlights | 雙語廣播 beIN Sports製作           |
| 2018-19年 | 香港國際財經台 | 2019年3月9日       | 13:30-14:30 | 歐聯最精彩 UEFA Champions League Highlights | 雙語廣播 beIN Sports製作           |
| 2018-19年 | 香港開電視     | 2019年3月16日      | 00:00-01:00 | 歐聯最精彩 UEFA Champions League Highlights | 雙語廣播 beIN Sports製作           |
| 2018-19年 | 香港國際財經台 | 2019年3月16日      | 13:30-14:30 | 歐聯最精彩 UEFA Champions League Highlights | 雙語廣播 beIN Sports製作           |
| 2018-19年 | 香港開電視     | 2019年4月13日      | 00:00-01:00 | 歐聯最精彩 UEFA Champions League Highlights | 雙語廣播 beIN Sports製作           |
| 2018-19年 | 香港國際財經台 | 2019年4月13日      | 13:30-14:30 | 歐聯最精彩 UEFA Champions League Highlights | 雙語廣播 beIN Sports製作           |
| 2018-19年 | 香港開電視     | 2019年4月20日      | 00:00-01:00 | 歐聯最精彩 UEFA Champions League Highlights | 雙語廣播 beIN Sports製作           |
| 2018-19年 | 香港國際財經台 | 2019年4月20日      | 13:30-14:30 | 歐聯最精彩 UEFA Champions League Highlights | 雙語廣播 beIN Sports製作           |
| 2018-19年 | 香港開電視     | 2019年5月4日       | 00:00-01:00 | 歐聯最精彩 UEFA Champions League Highlights | 雙語廣播 beIN Sports製作           |
| 2018-19年 | 香港國際財經台 | 2019年5月4日       | 13:30-14:30 | 歐聯最精彩 UEFA Champions League Highlights | 雙語廣播 beIN Sports製作           |
| 2018-19年 | 香港開電視     | 2019年5月11日      | 00:00-01:00 | 歐聯最精彩 UEFA Champions League Highlights | 雙語廣播 beIN Sports製作           |
| 2018-19年 | 香港國際財經台 | 2019年5月11日      | 13:30-14:30 | 歐聯最精彩 UEFA Champions League Highlights | 雙語廣播 beIN Sports製作           |
| 2018-19年 | 香港國際財經台 | 2019年6月2日       | 13:30-14:30 | 歐聯最精彩 UEFA Champions League Highlights | 雙語廣播 beIN Sports製作           |
| 2018-19年 | 香港開電視     | 2019年6月3日       | 00:00-01:00 | 歐聯最精彩 UEFA Champions League Highlights | 雙語廣播 beIN Sports製作           |
| 2019-20年 | 香港國際財經台 | 2019年8月24日      | 12:30-13:30 | 歐聯最精彩 UEFA Champions League Highlights | 雙語廣播 beIN Sports製作           |
| 2019-20年 | 香港開電視     | 2019年8月24日      | 17:55-19:00 | 歐聯最精彩 UEFA Champions League Highlights | 雙語廣播 beIN Sports製作           |
| 2019-20年 | 香港國際財經台 | 2019年8月31日      | 12:30-13:30 | 歐聯最精彩 UEFA Champions League Highlights | 雙語廣播 beIN Sports製作           |
| 2019-20年 | 香港開電視     | 2019年9月1日       | 17:55-19:00 | 歐聯最精彩 UEFA Champions League Highlights | 雙語廣播 beIN Sports製作           |
| 2019-20年 | 香港國際財經台 | 2019年9月21日      | 12:30-14:30 | 歐聯最精彩 UEFA Champions League Highlights | 雙語廣播 beIN Sports製作           |
| 2019-20年 | 香港開電視     | 2019年9月22日      | 17:55-19:00 | 歐聯最精彩 UEFA Champions League Highlights | 雙語廣播 beIN Sports製作           |
| 2019-20年 | 香港國際財經台 | 2019年10月5日      | 12:30-14:30 | 歐聯最精彩 UEFA Champions League Highlights | 雙語廣播 beIN Sports製作           |
| 2019-20年 | 香港開電視     | 2019年10月5日      | 17:55-19:00 | 歐聯最精彩 UEFA Champions League Highlights | 雙語廣播 beIN Sports製作           |
| 2019-20年 | 香港開電視     | 2019年10月7日      | 00:30-01:30 | 歐聯最精彩 UEFA Champions League Highlights | 雙語廣播 beIN Sports製作           |
| 2019-20年 | 香港國際財經台 | 2019年10月26日     | 09:00-11:00 | 歐聯最精彩 UEFA Champions League Highlights | 雙語廣播 beIN Sports製作           |
| 2019-20年 | 香港開電視     | 2019年10月27-28日  | 00:30-01:30 | 歐聯最精彩 UEFA Champions League Highlights | 雙語廣播 beIN Sports製作           |
| 2019-20年 | 香港國際財經台 | 2019年11月9日      | 12:30-14:30 | 歐聯最精彩 UEFA Champions League Highlights | 雙語廣播 beIN Sports製作           |
| 2019-20年 | 香港開電視     | 2019年11月10-11日  | 00:30-01:30 | 歐聯最精彩 UEFA Champions League Highlights | 雙語廣播 beIN Sports製作           |
| 2019-20年 | 香港國際財經台 | 2019年11月30日     | 12:30-14:30 | 歐聯最精彩 UEFA Champions League Highlights | 雙語廣播 beIN Sports製作           |
| 2019-20年 | 香港開電視     | 2019年12月1-2日    | 00:30-01:30 | 歐聯最精彩 UEFA Champions League Highlights | 雙語廣播 beIN Sports製作           |
| 2019-20年 | 香港國際財經台 | 2019年12月14日     | 12:30-14:30 | 歐聯最精彩 UEFA Champions League Highlights | 雙語廣播 beIN Sports製作           |
| 2019-20年 | 香港開電視     | 2019年12月15-16日  | 00:30-01:30 | 歐聯最精彩 UEFA Champions League Highlights | 雙語廣播 beIN Sports製作           |
| 2019-20年 | 香港國際財經台 | 2020年2月22日      | 12:30-13:30 | 歐聯最精彩 UEFA Champions League Highlights | 雙語廣播 beIN Sports製作           |
| 2019-20年 | 香港開電視     | 2020年2月23-24日   | 01:00-01:30 | 歐聯最精彩 UEFA Champions League Highlights | 雙語廣播 beIN Sports製作           |
| 2019-20年 | 香港國際財經台 | 2020年2月29日      | 12:30-13:30 | 歐聯最精彩 UEFA Champions League Highlights | 雙語廣播 beIN Sports製作           |
| 2019-20年 | 香港開電視     | 2020年3月1日       | 01:00-01:30 | 歐聯最精彩 UEFA Champions League Highlights | 雙語廣播 beIN Sports製作           |
| 2019-20年 | 香港國際財經台 | 2020年3月14日      | 12:30-13:30 | 歐聯最精彩 UEFA Champions League Highlights | 雙語廣播 beIN Sports製作           |
| 2019-20年 | 香港開電視     | 2020年3月15-16日   | 01:00-01:30 | 歐聯最精彩 UEFA Champions League Highlights | 雙語廣播 beIN Sports製作           |
| 2019-20年 | 香港開電視     | 2020年8月23日      | 01:00-01:30 | 歐聯最精彩 UEFA Champions League Highlights | 雙語廣播 beIN Sports製作           |
| 2019-20年 | 香港國際財經台 | 2020年8月23日      | 09:30-10:00 | 歐聯最精彩 UEFA Champions League Highlights | 雙語廣播 beIN Sports製作           |
| 2019-20年 | 香港開電視     | 2020年8月30日      | 01:00-02:00 | 歐聯最精彩 UEFA Champions League Highlights | 雙語廣播 beIN Sports製作           |
| 2019-20年 | 香港國際財經台 | 2020年8月30日      | 10:00-11:00 | 歐聯最精彩 UEFA Champions League Highlights | 雙語廣播 beIN Sports製作           |
| 2020-21年 | 香港國際財經台 | 2020年9月26-27日   | 10:00-10:30 | 歐聯最精彩 UEFA Champions League Highlights | 雙語廣播 beIN Sports製作           |
| 2020-21年 | 香港開電視     | 2020年9月27-28日   | 01:00-01:30 | 歐聯最精彩 UEFA Champions League Highlights | 雙語廣播 beIN Sports製作           |
| 2020-21年 | 香港國際財經台 | 2020年10月3-4日    | 10:00-10:30 | 歐聯最精彩 UEFA Champions League Highlights | 雙語廣播 beIN Sports製作           |
| 2020-21年 | 香港開電視     | 2020年10月4-5日    | 01:00-01:30 | 歐聯最精彩 UEFA Champions League Highlights | 雙語廣播 beIN Sports製作           |
| 2020-21年 | 香港國際財經台 | 2020年10月24-25日  | 10:00-11:00 | 歐聯最精彩 UEFA Champions League Highlights | 雙語廣播 beIN Sports製作           |
| 2020-21年 | 香港開電視     | 2020年10月25-26日  | 01:00-02:00 | 歐聯最精彩 UEFA Champions League Highlights | 雙語廣播 beIN Sports製作           |
| 2020-21年 | 香港開電視     | 2020年11月1-2日    | 01:00-02:00 | 歐聯最精彩 UEFA Champions League Highlights | 雙語廣播 beIN Sports製作           |
| 2020-21年 | 香港國際財經台 | 2020年11月1、7-8日 | 10:00-11:00 | 歐聯最精彩 UEFA Champions League Highlights | 雙語廣播 beIN Sports製作           |
| 2020-21年 | 香港開電視     | 2020年11月8-9日    | 01:00-02:00 | 歐聯最精彩 UEFA Champions League Highlights | 雙語廣播 beIN Sports製作           |
| 2020-21年 | 香港國際財經台 | 2020年11月28日     | 10:00-11:00 | 歐聯最精彩 UEFA Champions League Highlights | 雙語廣播 beIN Sports製作           |
| 2020-21年 | 香港開電視     | 2020年11月29-30日  | 01:00-02:00 | 歐聯最精彩 UEFA Champions League Highlights | 雙語廣播 beIN Sports製作           |
| 2020-21年 | 香港國際財經台 | 2020年12月5-6日    | 10:00-11:00 | 歐聯最精彩 UEFA Champions League Highlights | 雙語廣播 beIN Sports製作           |
| 2020-21年 | 香港開電視     | 2020年12月6-7日    | 01:00-02:00 | 歐聯最精彩 UEFA Champions League Highlights | 雙語廣播 beIN Sports製作           |
| 2020-21年 | 香港國際財經台 | 2020年12月12-13日  | 10:00-11:00 | 歐聯最精彩 UEFA Champions League Highlights | 雙語廣播 beIN Sports製作           |
| 2020-21年 | 香港開電視     | 2020年12月13-14日  | 01:00-02:00 | 歐聯最精彩 UEFA Champions League Highlights | 雙語廣播 beIN Sports製作           |
| 2020-21年 | 香港國際財經台 | 2021年2月20-21日   | 10:00-10:30 | 歐聯最精彩 UEFA Champions League Highlights | 雙語廣播 beIN Sports製作           |
| 2020-21年 | 香港開電視     | 2021年2月21-22日   | 00:30-01:00 | 歐聯最精彩 UEFA Champions League Highlights | 雙語廣播 beIN Sports製作           |
| 2020-21年 | 香港國際財經台 | 2021年2月27-28日   | 10:00-10:30 | 歐聯最精彩 UEFA Champions League Highlights | 雙語廣播 beIN Sports製作           |
| 2020-21年 | 香港開電視     | 2021年2月28-3月1日 | 00:30-01:00 | 歐聯最精彩 UEFA Champions League Highlights | 雙語廣播 beIN Sports製作           |
| 2020-21年 | 香港國際財經台 | 2021年3月13-14日   | 10:00-10:30 | 歐聯最精彩 UEFA Champions League Highlights | 雙語廣播 beIN Sports製作           |
| 2020-21年 | 香港開電視     | 2021年3月14-15日   | 00:30-01:00 | 歐聯最精彩 UEFA Champions League Highlights | 雙語廣播 beIN Sports製作           |
| 2020-21年 | 香港國際財經台 | 2021年3月20-21日   | 10:00-10:30 | 歐聯最精彩 UEFA Champions League Highlights | 雙語廣播 beIN Sports製作           |
| 2020-21年 | 香港開電視     | 2021年3月21-22日   | 00:30-01:00 | 歐聯最精彩 UEFA Champions League Highlights | 雙語廣播 beIN Sports製作           |
| 2020-21年 | 香港國際財經台 | 2021年4月10-11日   | 10:00-10:30 | 歐聯最精彩 UEFA Champions League Highlights | 雙語廣播 beIN Sports製作           |
| 2020-21年 | 香港開電視     | 2021年4月11-12日   | 00:30-01:00 | 歐聯最精彩 UEFA Champions League Highlights | 雙語廣播 beIN Sports製作           |
| 2020-21年 | 香港國際財經台 | 2021年4月17-18日   | 10:00-10:30 | 歐聯最精彩 UEFA Champions League Highlights | 雙語廣播 beIN Sports製作           |
| 2020-21年 | 香港開電視     | 2021年4月18-19日   | 00:30-01:00 | 歐聯最精彩 UEFA Champions League Highlights | 雙語廣播 beIN Sports製作           |
| 2020-21年 | 香港國際財經台 | 2021年5月1-2日     | 10:00-10:30 | 歐聯最精彩 UEFA Champions League Highlights | 雙語廣播 beIN Sports製作           |
| 2020-21年 | 香港開電視     | 2021年5月2-3日     | 00:30-01:00 | 歐聯最精彩 UEFA Champions League Highlights | 雙語廣播 beIN Sports製作           |
| 2020-21年 | 香港國際財經台 | 2021年5月8-9日     | 10:00-10:30 | 歐聯最精彩 UEFA Champions League Highlights | 雙語廣播 beIN Sports製作           |
| 2020-21年 | 香港開電視     | 2021年5月9-10日    | 00:30-01:00 | 歐聯最精彩 UEFA Champions League Highlights | 雙語廣播 beIN Sports製作           |

#### 歐霸盃
| 賽季      | 播放频道       | 播放日         | 時間        | 播放賽事                                 | 備註                               |
| 2018-19年 | 奇妙77台       | 2018年10月5日  | 00:45-03:00 | 卡拉巴克 對 阿仙奴                       | 與有線體育2台和高清體育2台同步播出 |
| 2018-19年 | 奇妙77台       | 2018年10月26日 | 00:45-03:00 | 士砵亭 對 阿仙奴                         | 與有線體育2台和高清體育2台同步播出 |
| 2018-19年 | 香港國際財經台 | 2019年2月24日  | 13:30-14:30 | 歐霸最精彩 UEFA Europa League Highlights | 雙語廣播 beIN Sports製作           |
| 2018-19年 | 香港國際財經台 | 2019年3月10日  | 13:30-14:30 | 歐霸最精彩 UEFA Europa League Highlights | 雙語廣播 beIN Sports製作           |
| 2018-19年 | 香港國際財經台 | 2019年3月17日  | 13:30-14:30 | 歐霸最精彩 UEFA Europa League Highlights | 雙語廣播 beIN Sports製作           |
| 2018-19年 | 香港國際財經台 | 2019年4月14日  | 13:30-14:30 | 歐霸最精彩 UEFA Europa League Highlights | 雙語廣播 beIN Sports製作           |
| 2018-19年 | 香港國際財經台 | 2019年4月21日  | 13:30-14:30 | 歐霸最精彩 UEFA Europa League Highlights | 雙語廣播 beIN Sports製作           |
| 2018-19年 | 香港國際財經台 | 2019年5月5日   | 13:30-14:00 | 歐霸最精彩 UEFA Europa League Highlights | 雙語廣播 beIN Sports製作           |
| 2018-19年 | 香港國際財經台 | 2019年5月12日  | 13:30-14:00 | 歐霸最精彩 UEFA Europa League Highlights | 雙語廣播 beIN Sports製作           |
| 2018-19年 | 香港國際財經台 | 2019年6月1日   | 13:30-14:30 | 歐霸最精彩 UEFA Europa League Highlights | 雙語廣播 beIN Sports製作           |
| 2019-20年 | 香港國際財經台 | 2019年9月22日  | 12:30-13:30 | 歐霸最精彩 UEFA Europa League Highlights | 雙語廣播 beIN Sports製作           |
| 2019-20年 | 香港國際財經台 | 2019年10月6日  | 12:30-13:30 | 歐霸最精彩 UEFA Europa League Highlights | 雙語廣播 beIN Sports製作           |
| 2019-20年 | 香港國際財經台 | 2019年10月27日 | 09:00-10:00 | 歐霸最精彩 UEFA Europa League Highlights | 雙語廣播 beIN Sports製作           |
| 2019-20年 | 香港國際財經台 | 2019年11月10日 | 12:30-13:30 | 歐霸最精彩 UEFA Europa League Highlights | 雙語廣播 beIN Sports製作           |
| 2019-20年 | 香港國際財經台 | 2019年12月1日  | 12:30-13:30 | 歐霸最精彩 UEFA Europa League Highlights | 雙語廣播 beIN Sports製作           |
| 2019-20年 | 香港國際財經台 | 2020年2月23日  | 12:30-13:30 | 歐霸最精彩 UEFA Europa League Highlights | 雙語廣播 beIN Sports製作           |
| 2019-20年 | 香港國際財經台 | 2020年3月1日   | 12:30-13:30 | 歐霸最精彩 UEFA Europa League Highlights | 雙語廣播 beIN Sports製作           |
| 2019-20年 | 香港國際財經台 | 2020年3月15日  | 12:30-13:30 | 歐霸最精彩 UEFA Europa League Highlights | 雙語廣播 beIN Sports製作           |
| 2020-21年 | 香港國際財經台 | 2020年8月22日  | 10:00-10:30 | 歐霸最精彩 UEFA Europa League Highlights | 雙語廣播 beIN Sports製作           |
| 2020-21年 | 香港國際財經台 | 2020年8月23日  | 10:00-11:00 | 歐霸最精彩 UEFA Europa League Highlights | 雙語廣播 beIN Sports製作           |
| 2020-21年 | 香港國際財經台 | 2020年10月25日 | 09:00-10:00 | 歐霸最精彩 UEFA Europa League Highlights | 雙語廣播 beIN Sports製作           |
| 2020-21年 | 香港國際財經台 | 2020年11月1日  | 09:00-10:00 | 歐霸最精彩 UEFA Europa League Highlights | 雙語廣播 beIN Sports製作           |
| 2020-21年 | 香港國際財經台 | 2020年11月8日  | 09:00-10:00 | 歐霸最精彩 UEFA Europa League Highlights | 雙語廣播 beIN Sports製作           |
| 2020-21年 | 香港國際財經台 | 2020年12月6日  | 09:00-10:00 | 歐霸最精彩 UEFA Europa League Highlights | 雙語廣播 beIN Sports製作           |
| 2020-21年 | 香港國際財經台 | 2020年12月13日 | 09:00-10:00 | 歐霸最精彩 UEFA Europa League Highlights | 雙語廣播 beIN Sports製作           |
| 2020-21年 | 香港國際財經台 | 2021年2月21日  | 09:00-10:00 | 歐霸最精彩 UEFA Europa League Highlights | 雙語廣播 beIN Sports製作           |
| 2020-21年 | 香港國際財經台 | 2021年2月28日  | 09:00-10:00 | 歐霸最精彩 UEFA Europa League Highlights | 雙語廣播 beIN Sports製作           |
| 2020-21年 | 香港國際財經台 | 2021年3月14日  | 09:00-10:00 | 歐霸最精彩 UEFA Europa League Highlights | 雙語廣播 beIN Sports製作           |
| 2020-21年 | 香港國際財經台 | 2021年3月21日  | 09:00-10:00 | 歐霸最精彩 UEFA Europa League Highlights | 雙語廣播 beIN Sports製作           |
| 2020-21年 | 香港國際財經台 | 2021年4月11日  | 09:00-10:00 | 歐霸最精彩 UEFA Europa League Highlights | 雙語廣播 beIN Sports製作           |
| 2020-21年 | 香港國際財經台 | 2021年4月18日  | 09:00-10:00 | 歐霸最精彩 UEFA Europa League Highlights | 雙語廣播 beIN Sports製作           |
| 2020-21年 | 香港國際財經台 | 2021年5月2日   | 10:30-11:00 | 歐霸最精彩 UEFA Europa League Highlights | 雙語廣播 beIN Sports製作           |
| 2020-21年 | 香港國際財經台 | 2021年5月9日   | 10:30-11:00 | 歐霸最精彩 UEFA Europa League Highlights | 雙語廣播 beIN Sports製作           |
| 2020-21年 | 香港國際財經台 | 2021年5月30日  | 09:00-10:00 | 歐霸最精彩 UEFA Europa League Highlights | 雙語廣播 beIN Sports製作           |

#### 法國甲組足球聯賽
| 賽季      | 播放频道   | 播放日         | 時間        | 播放賽事               | 備註                             |
| 2018-19年 | 奇妙77台   | 2018年10月7日  | 02:55-05:00 | 巴黎聖日耳門 對 里昂   | 與有線615台beIN Sports 2同步播出 |
| 2018-19年 | 香港開電視 | 2018年10月29日 | 03:55-06:00 | 馬賽 對 巴黎聖日耳門   | 與有線615台beIN Sports 2同步播出 |
| 2018-19年 | 香港開電視 | 2018年11月3日  | 03:40-05:45 | 巴黎聖日耳門 對 里爾   | 與有線615台beIN Sports 2同步播出 |
| 2018-19年 | 香港開電視 | 2018年11月12日 | 03:55-06:00 | 摩納哥 對 巴黎聖日耳門 | 與有線615台beIN Sports 2同步播出 |
| 2018-19年 | 香港開電視 | 2018年12月3日  | 03:55-06:00 | 波爾多 對 巴黎聖日耳門 | 與有線615台beIN Sports 2同步播出 |
| 2018-19年 | 香港開電視 | 2018年12月23日 | 03:55-06:00 | 巴黎聖日耳門 對 南特   | 與有線614台beIN Sports 1同步播出 |

#### 世界冠軍球會盃
| 賽季   | 播放频道   | 播放日         | 時間        | 播放賽事                     | 備註                               |
| 2017年 | 奇妙77台   | 2017年12月17日 | 00:45-03:00 | 決賽：皇家馬德里 對 甘美奧   | 與有線足球台和hd201同步播出        |
| 2018年 | 香港開電視 | 2018年12月23日 | 00:25-02:45 | 決賽：皇家馬德里 對 艾阿恩   | 與有線體育2台和高清體育2台同步播出 |
| 2020年 | 香港開電視 | 2021年2月5日   | 01:25-03:30 | 第二圈：艾杜哈尼 對 艾阿里   | 與有線體育台和高清體育台同步播出   |
| 2020年 | 香港開電視 | 2021年2月8日   | 01:55-04:00 | 準決賽：彭美拉斯 對 堤格雷斯 | 與有線體育台和高清體育台同步播出   |
| 2020年 | 香港開電視 | 2021年2月9日   | 01:55-04:00 | 準決賽：艾阿里 對 拜仁慕尼黑 | 與有線體育台和高清體育台同步播出   |
| 2020年 | 香港開電視 | 2021年2月12日  | 01:55-04:00 | 決賽：拜仁慕尼黑 對 堤格雷斯 | 與有線體育台和高清體育台同步播出   |

#### 歐洲國家盃外圍賽
| 賽季   | 播放频道       | 播放日         | 時間        | 播放賽事                                      | 備註                               |
| 2020年 | 香港開電視     | 2019年3月22日  | 03:30-05:45 | 奧地利 對 波蘭                                | 與有線體育2台和高清體育2台同步播出 |
| 2020年 | 香港開電視     | 2019年3月23日  | 03:30-05:45 | 英格蘭 對 捷克                                | 與有線體育2台和高清體育2台同步播出 |
| 2020年 | 香港開電視     | 2019年3月25日  | 03:30-05:45 | 荷蘭 對 德國                                  | 與有線體育2台和高清體育2台同步播出 |
| 2020年 | 香港國際財經台 | 2019年3月30日  | 18:00-20:00 | ECQ最精彩 European Qualifiers 2020 Highlights | 雙語廣播 有線體育2台節目           |
| 2020年 | 香港國際財經台 | 2019年5月24日  | 04:45-05:00 | ECQ最精彩 European Qualifiers 2020 Highlights | 雙語廣播 有線體育2台節目           |
| 2020年 | 香港國際財經台 | 2019年5月26日  | 03:45-04:00 | ECQ最精彩 European Qualifiers 2020 Highlights | 雙語廣播 有線體育2台節目           |
| 2020年 | 香港國際財經台 | 2019年5月27日  | 04:45-05:00 | ECQ最精彩 European Qualifiers 2020 Highlights | 雙語廣播 有線體育2台節目           |
| 2020年 | 香港國際財經台 | 2019年6月15日  | 18:00-20:00 | ECQ最精彩 European Qualifiers 2020 Highlights | 雙語廣播 有線體育2台節目           |
| 2020年 | 香港開電視     | 2019年9月7日   | 23:55-02:00 | 英格蘭 對 保加利亞                            | 與有線體育2台和高清體育2台同步播出 |
| 2020年 | 香港開電視     | 2019年9月8日   | 02:30-04:45 | 塞爾維亞 對 西班牙                            | 與有線體育2台和高清體育2台同步播出 |
| 2020年 | 香港開電視     | 2019年9月9日   | 02:30-04:45 | 瑞典 對 挪威                                  | 與有線體育2台和高清體育2台同步播出 |
| 2020年 | 香港國際財經台 | 2019年9月14日  | 18:00-19:00 | ECQ最精彩 European Qualifiers 2020 Highlights | 雙語廣播 有線體育2台節目           |
| 2020年 | 香港國際財經台 | 2019年9月15日  | 18:00-19:00 | ECQ最精彩 European Qualifiers 2020 Highlights | 雙語廣播 有線體育2台節目           |
| 2020年 | 香港開電視     | 2019年10月12日 | 23:55-02:00 | 丹麥 對 瑞士                                  | 與有線體育2台和高清體育2台同步播出 |
| 2020年 | 香港開電視     | 2019年10月14日 | 02:30-04:45 | 威爾斯 對 克羅地亞                            | 與有線體育2台和高清體育2台同步播出 |
| 2020年 | 香港開電視     | 2019年10月15日 | 02:30-04:45 | 法國 對 土耳其                                | 與有線體育2台和高清體育2台同步播出 |
| 2020年 | 香港國際財經台 | 2019年10月20日 | 18:00-19:00 | ECQ最精彩 European Qualifiers 2020 Highlights | 雙語廣播 有線體育2台節目           |
| 2020年 | 香港開電視     | 2019年11月16日 | 03:30-05:45 | 波斯尼亞 對 意大利                            | 與有線體育2台和高清體育2台同步播出 |
| 2020年 | 香港開電視     | 2019年11月17日 | 00:45-03:00 | 俄羅斯 對 比利時                              | 與有線體育2台和高清體育2台同步播出 |
| 2020年 | 香港開電視     | 2019年11月19日 | 03:30-05:45 | 西班牙 對 羅馬尼亞                            | 與有線體育2台和高清體育2台同步播出 |
| 2020年 | 香港國際財經台 | 2019年11月23日 | 16:00-17:00 | ECQ最精彩 European Qualifiers 2020 Highlights | 雙語廣播 有線體育2台節目           |
| 2020年 | 香港國際財經台 | 2019年11月24日 | 16:00-17:00 | ECQ最精彩 European Qualifiers 2020 Highlights | 雙語廣播 有線體育2台節目           |

#### 利物浦季前熱身賽
| 播放频道   | 播放日        | 時間        | 播放賽事         | 備註                               |
| 香港開電視 | 2019年7月20日 | 07:55-10:00 | 利物浦 對 多蒙特 | 與有線體育2台和高清體育2台同步播出 |
| 香港開電視 | 2019年7月22日 | 05:55-08:00 | 利物浦 對 西維爾 | 與有線體育2台和高清體育2台同步播出 |
| 香港開電視 | 2019年7月25日 | 07:55-10:16 | 利物浦 對 士砵亭 | 與有線體育2台和高清體育2台同步播出 |
| 香港開電視 | 2019年7月28日 | 23:55-02:00 | 利物浦 對 拿玻里 | 與有線體育2台和高清體育2台同步播出 |

#### 拜仁慕尼黑四角賽
| 播放频道   | 播放日        | 時間        | 播放賽事                        | 備註                               |
| 香港開電視 | 2019年7月30日 | 23:55-02:00 | 準決賽 - 皇家馬德里 對 熱刺     | 與有線體育2台和高清體育2台同步播出 |
| 香港開電視 | 2019年7月31日 | 02:26-04:30 | 準決賽 - 拜仁慕尼黑 對 費倫巴治 | 與有線體育2台和高清體育2台同步播出 |
| 香港開電視 | 2019年7月31日 | 23:55-02:00 | 季軍賽 - 皇家馬德里 對 費倫巴治 | 與有線體育2台和高清體育2台同步播出 |
| 香港開電視 | 2019年8月1日  | 02:25-04:52 | 決賽 - 熱刺 對 拜仁慕尼黑       | 與有線體育2台和高清體育2台同步播出 |

#### 德國盃
| 賽季      | 播放频道       | 播放日         | 時間        | 播放賽事                                                                     | 備註                                         |
| 2019-20年 | 香港國際財經台 | 2019年10月30日 | 01:30-03:30 | 第二圈：漢堡 對 史特加 Second round:Hamburger vs Stuttgart                   | 與有線體育2台和高清體育2台同步播出           |
| 2019-20年 | 香港開電視     | 2019年10月30日 | 02:55-05:00 | 第二圈：波琴 對 拜仁慕尼黑                                                   | 與有線體育台和高清體育台同步播出             |
| 2019-20年 | 香港開電視     | 2019年10月31日 | 01:25-03:30 | 第二圈：禾夫斯堡 對 萊比錫                                                   | 與有線體育2台和高清體育2台同步播出           |
| 2019-20年 | 香港開電視     | 2019年10月31日 | 03:40-05:45 | 第二圈：多蒙特 對 慕遜加柏                                                   | 與有線體育2台和高清體育2台同步播出           |
| 2019-20年 | 香港開電視     | 2020年2月5日   | 01:25-03:30 | 十六強：法蘭克福 對 萊比錫                                                   | 與有線體育台和高清體育台同步播出             |
| 2019-20年 | 香港開電視     | 2020年2月5日   | 03:40-05:45 | 十六強：雲達不來梅 對 多蒙特                                                 | 與有線體育台和高清體育台同步播出             |
| 2019-20年 | 香港開電視     | 2020年2月6日   | 01:25-03:30 | 十六強：利華古遜 對 史特加                                                   | 與有線體育台和高清體育台同步播出             |
| 2019-20年 | 香港開電視     | 2020年2月6日   | 03:40-05:45 | 十六強：拜仁慕尼黑 對 賀芬咸                                                 | 與有線體育台和高清體育台同步播出             |
| 2019-20年 | 香港開電視     | 2020年3月4日   | 03:40-05:45 | 半準决赛：史浩克04 對 拜仁慕尼黑                                             | 與有線體育台和高清體育台同步播出             |
| 2019-20年 | 香港開電視     | 2020年3月5日   | 03:40-05:45 | 半準决赛：法蘭克福 對 雲達不來梅                                             | 與有線體育台和高清體育台同步播出             |
| 2019-20年 | 香港開電視     | 2020年6月10日  | 02:40-04:45 | 準決賽：沙貝魯根 對 利華古遜                                                 | 與有線體育台和高清體育台同步播出             |
| 2019-20年 | 香港開電視     | 2020年6月11日  | 02:40-04:45 | 準決賽：拜仁慕尼黑 對 法蘭克福                                               | 與有線體育台和高清體育台同步播出             |
| 2019-20年 | 香港開電視     | 2020年7月5日   | 01:55-04:15 | 决赛：利華古遜 對 拜仁慕尼黑                                                 | 與有線體育台和高清體育台同步播出             |
| 2020-21年 | 香港開電視     | 2020年9月12日  | 02:40-04:45 | 第一圈：布倫瑞克 對 哈化柏林                                                 | 與有線體育台和高清體育台同步播出             |
| 2020-21年 | 香港開電視     | 2020年9月13日  | 02:40-04:45 | 第一圈：卡爾斯耶拿 對 雲達不來梅                                             | 與Sports Plus 1和有線sports plus1 HD同步播出 |
| 2020-21年 | 香港開電視     | 2020年9月14日  | 00:25-02:30 | 第一圈：曼海姆 對 弗賴堡                                                     | 與有線體育台和高清體育台同步播出             |
| 2020-21年 | 香港開電視     | 2020年9月15日  | 02:40-04:45 | 第一圈：杜伊斯堡 對 多蒙特                                                   | 與有線體育台和高清體育台同步播出             |
| 2020-21年 | 香港開電視     | 2020年10月16日 | 02:40-04:45 | 第一圈：迪倫 對 拜仁慕尼黑                                                   | 與有線體育台和高清體育台同步播出             |
| 2020-21年 | 香港開電視     | 2020年12月23日 | 01:25-03:30 | 第二圈：奧格斯堡 對 萊比錫                                                   | 與有線體育台和高清體育台同步播出             |
| 2020-21年 | 香港開電視     | 2020年12月24日 | 03:40-05:45 | 第二圈：史特加 對 弗賴堡                                                     | 與有線體育台和高清體育台同步播出             |
| 2020-21年 | 香港開電視     | 2021年1月14日  | 03:40-05:45 | 第二圈：基爾 對 拜仁慕尼黑                                                   | 與有線體育台和高清體育台同步播出             |
| 2020-21年 | 香港開電視     | 2021年2月3日   | 01:25-04:15 | 十六強：紅白艾遜 對 利華古遜                                                 | 與有線體育台和高清體育台同步播出             |
| 2020-21年 | 香港開電視     | 2021年2月4日   | 01:25-03:30 | 十六強：禾夫斯堡 對 史浩克04                                                 | 與有線體育台和高清體育台同步播出             |
| 2020-21年 | 香港開電視     | 2021年3月4日   | 01:25-03:30 | 半準决赛：紅白艾遜 對 基爾                                                   | 與有線體育台和高清體育台同步播出             |
| 2020-21年 | 香港開電視     | 2021年4月8日   | 00:25-02:30 | 半準决赛：雷根斯堡 對 雲達不來梅                                             | 與有線體育台和高清體育台同步播出             |
| 2020-21年 | 香港開電視     | 2021年5月1日   | 02:25-05:15 | 準决赛：雲達不來梅 對 萊比錫                                                 | 與有線體育台和高清體育台同步播出             |
| 2020-21年 | 香港開電視     | 2021年5月2日   | 02:25-04:30 | 準决赛：多蒙特 對 基爾                                                       | 與有線體育台和高清體育台同步播出             |
| 2020-21年 | 香港開電視     | 2021年5月14日  | 02:30-05:05 | 决赛：萊比錫 對 多蒙特                                                       | 與有線體育台和高清體育台同步播出             |
| 2021-22年 | 香港開電視     | 2021年8月10日  | 02:40-04:45 | 第一圈：凱沙羅頓 對 慕遜加柏                                                 | 與有線體育台和高清體育台同步播出             |
| 2021-22年 | 香港國際財經台 | 2021年10月27日 | 01:55-04:00 | 第二圈：多蒙特 對 恩高斯達特 Second round:Dortmund vs Ingolstadt             | 與Sports Plus 1和Sports Plus 1 HD同步播出    |
| 2021-22年 | 香港國際財經台 | 2021年10月28日 | 02:40-04:45 | 第二圈：慕遜加柏 對 拜仁慕尼黑 Second round:Monchengladbach vs Bayern Munich | 與Sports Plus 1和Sports Plus 1 HD同步播出    |
| 2021-22年 | 香港開電視     | 2022年1月19日  | 01:25-04:20 | 十六強：科隆 對 漢堡                                                         | 與Sports Plus 1和Sports Plus 1 HD同步播出    |
| 2021-22年 | 香港開電視     | 2022年1月20日  | 01:25-03:30 | 十六強：萊比錫 對 羅斯托克                                                   | 與Sports Plus 1和Sports Plus 1 HD同步播出    |
| 2021-22年 | 香港開電視     | 2022年3月2日   | 03:40-05:45 | 半準決賽：柏林聯 對 聖保利                                                   | 與Sports Plus 1和Sports Plus 1 HD同步播出    |
| 2021-22年 | 香港開電視     | 2022年3月3日   | 01:25-03:30 | 半準決賽：漢諾威 對 萊比錫                                                   | 與有線體育台和高清體育台同步播出             |
| 2021-22年 | 香港開電視     | 2022年4月20日  | 02:40-04:45 | 準決賽：漢堡 對 弗賴堡                                                       | 與Sports Plus 1和Sports Plus 1 HD同步播出    |
| 2021-22年 | 香港開電視     | 2022年4月21日  | 02:40-04:45 | 準決賽：萊比錫 對 柏林聯                                                     | 與Sports Plus 1和Sports Plus 1 HD同步播出    |
| 2021-22年 | 香港開電視     | 2022年5月21日  | 01:55-05:45 | 决赛：弗賴堡 對 萊比錫                                                       | 與有線體育台和高清體育台同步播出             |
| 2022-23年 | 香港國際財經台 | 2022年7月30日  | 23:55-02:00 | 第一圈：卡爾斯耶拿 對 禾夫斯堡 First round:Carl Zeiss Jena vs Wolfsburg      | 與Sports Plus 1和Sports Plus 1 HD同步播出    |
| 2022-23年 | 香港開電視     | 2022年9月1日   | 02:40-04:45 | 第一圈：科隆勝利 對 拜仁慕尼黑                                               | 與有線體育台和高清體育台同步播出             |
| 2022-23年 | HOY TV         | 2023年4月5日   | 02:40-04:45 | 半準決賽：拜仁慕尼黑 對 弗賴堡                                               | 與有線體育台和高清體育台同步播出             |
| 2022-23年 | HOY TV         | 2023年4月6日   | 02:40-04:45 | 半準決賽：萊比錫 對 多蒙特                                                   | 與有線體育台和高清體育台同步播出             |
| 2022-23年 | HOY TV         | 2023年5月3日   | 02:40-04:45 | 準決賽：弗賴堡 對 萊比錫                                                     | 與有線體育台和高清體育台同步播出             |
| 2022-23年 | HOY TV         | 2023年5月4日   | 02:40-04:45 | 準決賽：史特加 對 法蘭克福                                                   | 與有線體育台和高清體育台同步播出             |
| 2022-23年 | HOY TV         | 2023年6月4日   | 01:55-04:00 | 决赛：萊比錫 對 法蘭克福                                                     | 獨家免費現場直播                             |

#### 德國甲組聯賽
| 賽季      | 播放频道       | 播放日         | 時間        | 播放賽事                                                                  | 備註                                      |
| 2021-22年 | 香港開電視     | 2021年8月14日  | 02:40-05:00 | 慕遜加柏 對 拜仁慕尼黑                                                    | 與有線體育台和高清體育台同步播出          |
| 2021-22年 | 香港國際財經台 | 2021年8月14日  | 21:25-23:30 | 禾夫斯堡 對 波琴 Wolfsburg vs Bochum                                      | 與有線體育台和高清體育台同步播出          |
| 2021-22年 | 香港國際財經台 | 2021年8月21日  | 21:25-23:30 | 弗賴堡 對 多蒙特 Freiburg vs Dortmund                                     | 與有線體育台和高清體育台同步播出          |
| 2021-22年 | 香港國際財經台 | 2021年8月28日  | 21:25-23:30 | 奧格斯堡 對 利華古遜 Augsburg vs Leverkusen                               | 與Sports Plus 1和Sports Plus 1 HD同步播出 |
| 2021-22年 | 香港開電視     | 2021年8月29日  | 00:25-02:30 | 拜仁慕尼黑 對 哈化柏林                                                    | 與有線體育台和高清體育台同步播出          |
| 2021-22年 | 香港國際財經台 | 2021年9月11日  | 21:25-23:30 | 利華古遜 對 多蒙特 Leverkusen vs Dortmund                                 | 與有線體育台和高清體育台同步播出          |
| 2021-22年 | 香港開電視     | 2021年9月12日  | 00:25-02:30 | 萊比錫 對 拜仁慕尼黑                                                      | 與有線體育台和高清體育台同步播出          |
| 2021-22年 | 香港國際財經台 | 2021年9月18日  | 21:25-23:30 | 拜仁慕尼黑 對 波琴 Bayern Munich vs Bochum                                | 與有線體育台和高清體育台同步播出          |
| 2021-22年 | 香港國際財經台 | 2021年9月19日  | 21:25-23:30 | 史特加 對 利華古遜 Stuttgart vs Leverkusen                                | 與有線體育台和高清體育台同步播出          |
| 2021-22年 | 香港國際財經台 | 2021年9月25日  | 21:25-23:30 | 萊比錫 對 哈化柏林 Leipzig vs Hertha Berlin                               | 與有線體育台和高清體育台同步播出          |
| 2021-22年 | 香港國際財經台 | 2021年9月26日  | 21:25-23:30 | 波琴 對 史特加 Bochum vs Stuttgart                                        | 與有線體育台和高清體育台同步播出          |
| 2021-22年 | 香港國際財經台 | 2021年10月2日  | 21:25-23:30 | 禾夫斯堡 對 慕遜加柏 Wolfsburg vs Monchengladbach                         | 與有線體育台和高清體育台同步播出          |
| 2021-22年 | 香港國際財經台 | 2021年10月3日  | 21:25-23:30 | 緬恩斯 對 柏林聯 Mainz vs Union Berlin                                    | 與有線體育台和高清體育台同步播出          |
| 2021-22年 | 香港國際財經台 | 2021年10月16日 | 21:25-23:30 | 多蒙特 對 緬恩斯 Dortmund vs Mainz                                        | 與有線體育台和高清體育台同步播出          |
| 2021-22年 | 香港開電視     | 2021年10月17日 | 21:25-23:30 | 利華古遜 對 拜仁慕尼黑                                                    | 與有線體育台和高清體育台同步播出          |
| 2021-22年 | 香港國際財經台 | 2021年10月23日 | 21:25-23:30 | 拜仁慕尼黑 對 賀芬咸 Bayern Munich vs Hoffenheim                          | 與有線體育台和高清體育台同步播出          |
| 2021-22年 | 香港國際財經台 | 2021年10月24日 | 21:25-23:30 | 科隆 對 利華古遜 Koln vs Leverkusen                                       | 與有線體育台和高清體育台同步播出          |
| 2021-22年 | 香港國際財經台 | 2021年10月30日 | 21:25-23:30 | 柏林聯 對 拜仁慕尼黑 Union Berlin vs Bayern Munich                        | 與有線體育台和高清體育台同步播出          |
| 2021-22年 | 香港國際財經台 | 2021年10月31日 | 22:25-00:30 | 奧格斯堡 對 史特加 Augsburg vs Stuttgart                                  | 與有線體育台和高清體育台同步播出          |
| 2021-22年 | 香港國際財經台 | 2021年11月6日  | 22:25-00:30 | 拜仁慕尼黑 對 弗賴堡 Bayern Munich vs Freiburg                            | 與有線體育台和高清體育台同步播出          |
| 2021-22年 | 香港國際財經台 | 2021年11月7日  | 22:25-00:30 | 哈化柏林 對 利華古遜 Hertha Berlin vs Leverkusen                          | 與有線體育台和高清體育台同步播出          |
| 2021-22年 | 香港國際財經台 | 2021年11月20日 | 22:25-00:30 | 多蒙特 對 史特加 Dortmund vs Stuttgart                                    | 與有線體育台和高清體育台同步播出          |
| 2021-22年 | 香港國際財經台 | 2021年11月21日 | 22:25-00:30 | 弗賴堡 對 法蘭克福 Freiburg vs Frankfurt                                  | 與有線體育台和高清體育台同步播出          |
| 2021-22年 | 香港國際財經台 | 2021年11月27日 | 22:25-00:30 | 禾夫斯堡 對 多蒙特 Wolfsburg vs Dortmund                                  | 與有線體育台和高清體育台同步播出          |
| 2021-22年 | 香港開電視     | 2021年11月28日 | 01:25-03:30 | 拜仁慕尼黑 對 比勒費爾德                                                  | 與Sports Plus 1和Sports Plus 1 HD同步播出 |
| 2021-22年 | 香港國際財經台 | 2021年12月4日  | 22:25-00:30 | 緬恩斯 對 禾夫斯堡 Mainz vs Wolfsburg                                     | 與有線體育台和高清體育台同步播出          |
| 2021-22年 | 香港開電視     | 2021年12月5日  | 01:25-03:30 | 多蒙特 對 拜仁慕尼黑                                                      | 與有線體育台和高清體育台同步播出          |
| 2021-22年 | 香港國際財經台 | 2021年12月11日 | 22:25-00:30 | 拜仁慕尼黑 對 緬恩斯 Bayern Munich vs Mainz                               | 與有線體育台和高清體育台同步播出          |
| 2021-22年 | 香港國際財經台 | 2021年12月12日 | 22:25-00:30 | 格雷特霍夫 對 柏林聯 Greuther Furth vs Union Berlin                       | 與有線體育台和高清體育台同步播出          |
| 2021-22年 | 香港開電視     | 2021年12月15日 | 01:25-03:30 | 史特加 對 拜仁慕尼黑                                                      | 與有線體育台和高清體育台同步播出          |
| 2021-22年 | 香港開電視     | 2021年12月16日 | 01:25-03:30 | 慕遜加柏 對 法蘭克福                                                      | 與有線體育台和高清體育台同步播出          |
| 2021-22年 | 香港國際財經台 | 2021年12月18日 | 22:25-00:30 | 萊比錫 對 比勒費爾德 Leipzig vs Bielefeld                                 | 與Sports Plus 1和Sports Plus 1 HD同步播出 |
| 2021-22年 | 香港國際財經台 | 2021年12月19日 | 22:25-00:30 | 弗賴堡 對 利華古遜 Freiburg vs Leverkusen                                 | 與Sports Plus 1和Sports Plus 1 HD同步播出 |
| 2021-22年 | 香港國際財經台 | 2022年1月8日   | 22:25-00:30 | 萊比錫 對 緬恩斯 Leipzig vs Mainz                                         | 與有線體育台和高清體育台同步播出          |
| 2021-22年 | 香港國際財經台 | 2022年1月9日   | 22:25-00:30 | 哈化柏林 對 科隆 Hertha Berlin vs Koln                                    | 與有線體育台和高清體育台同步播出          |
| 2021-22年 | 香港國際財經台 | 2022年1月15日  | 22:25-00:30 | 科隆 對 拜仁慕尼黑 Koln vs Bayern Munich                                  | 與有線體育台和高清體育台同步播出          |
| 2021-22年 | 香港國際財經台 | 2022年1月16日  | 22:25-00:30 | 奧格斯堡 對 法蘭克福 Augsburg vs Frankfurt                                | 與有線體育台和高清體育台同步播出          |
| 2021-22年 | 香港國際財經台 | 2022年1月22日  | 22:25-00:30 | 賀芬咸 對 多蒙特 Hoffenheim vs Dortmund                                   | 與有線體育台和高清體育台同步播出          |
| 2021-22年 | 香港國際財經台 | 2022年1月23日  | 22:25-00:30 | 萊比錫 對 禾夫斯堡 Leipzig vs Wolfsburg                                   | 與有線體育台和高清體育台同步播出          |
| 2021-22年 | 香港國際財經台 | 2022年2月5日   | 22:25-00:30 | 緬恩斯 對 賀芬咸 Mainz vs Hoffenheim                                      | 與有線體育台和高清體育台同步播出          |
| 2021-22年 | 香港開電視     | 2022年2月6日   | 01:25-03:30 | 拜仁慕尼黑 對 萊比錫                                                      | 與有線體育台和高清體育台同步播出          |
| 2021-22年 | 香港國際財經台 | 2022年2月12日  | 22:25-00:30 | 波琴 對 拜仁慕尼黑 Bochum vs Bayern Munich                                | 與有線體育台和高清體育台同步播出          |
| 2021-22年 | 香港國際財經台 | 2022年2月13日  | 22:25-00:30 | 柏林聯 對 多蒙特 Union Berlin vs Dortmund                                 | 與有線體育台和高清體育台同步播出          |
| 2021-22年 | 香港國際財經台 | 2022年2月19日  | 22:25-00:30 | 禾夫斯堡 對 賀芬咸 Wolfsburg vs Hoffenheim                                | 與有線體育台和高清體育台同步播出          |
| 2021-22年 | 香港國際財經台 | 2022年2月20日  | 22:25-00:30 | 拜仁慕尼黑 對 格雷特霍夫 Bayern Munich vs Greuther Furth                  | 與有線體育台和高清體育台同步播出          |
| 2021-22年 | 香港國際財經台 | 2022年2月26日  | 22:25-00:30 | 慕遜加柏 對 禾夫斯堡 Monchengladbach vs Wolfsburg                         | 與有線體育台和高清體育台同步播出          |
| 2021-22年 | 香港開電視     | 2022年2月27日  | 01:25-03:30 | 法蘭克福 對 拜仁慕尼黑                                                    | 與有線體育台和高清體育台同步播出          |
| 2021-22年 | 香港國際財經台 | 2022年3月5日   | 22:25-00:30 | 拜仁慕尼黑 對 利華古遜 Bayern Munich vs Leverkusen                        | 與有線體育台和高清體育台同步播出          |
| 2021-22年 | 香港國際財經台 | 2022年3月6日   | 22:25-00:30 | 緬恩斯 對 多蒙特 Mainz vs Dortmund                                        | 與有線體育台和高清體育台同步播出          |
| 2021-22年 | 香港國際財經台 | 2022年3月12日  | 22:25-00:30 | 賀芬咸 對 拜仁慕尼黑 Hoffenheim vs Bayern Munich                          | 與有線體育台和高清體育台同步播出          |
| 2021-22年 | 香港國際財經台 | 2022年3月13日  | 22:25-00:30 | 利華古遜 對 科隆 Leverkusen vs Koln                                       | 與有線體育台和高清體育台同步播出          |
| 2021-22年 | 香港國際財經台 | 2022年3月19日  | 22:25-00:30 | 史特加 對 奧格斯堡 Stuttgart vs Augsburg                                  | 與有線體育台和高清體育台同步播出          |
| 2021-22年 | 香港開電視     | 2022年3月20日  | 01:25-03:30 | 拜仁慕尼黑 對 柏林聯                                                      | 與有線體育台和高清體育台同步播出          |
| 2021-22年 | 香港國際財經台 | 2022年4月2日   | 21:25-23:30 | 弗賴堡 對 拜仁慕尼黑 Freiburg vs Bayern Munich                            | 與有線體育台和高清體育台同步播出          |
| 2021-22年 | 香港國際財經台 | 2022年4月3日   | 21:25-23:30 | 奧格斯堡 對 禾夫斯堡 Augsburg vs Wolfsburg                                | 與有線體育台和高清體育台同步播出          |
| 2021-22年 | 香港國際財經台 | 2022年4月9日   | 21:25-23:30 | 拜仁慕尼黑 對 奧格斯堡 Bayern Munich vs Augsburg                          | 與有線體育台和高清體育台同步播出          |
| 2021-22年 | 香港國際財經台 | 2022年4月10日  | 21:25-23:30 | 波琴 對 利華古遜 Bochum vs Leverkusen                                     | 與有線體育台和高清體育台同步播出          |
| 2021-22年 | 香港國際財經台 | 2022年4月16日  | 21:25-23:30 | 多蒙特 對 禾夫斯堡 Dortmund vs Wolfsburg                                  | 與有線體育台和高清體育台同步播出          |
| 2021-22年 | 香港開電視     | 2022年4月17日  | 21:25-23:30 | 比勒費爾德 對 拜仁慕尼黑                                                  | 與有線體育台和高清體育台同步播出          |
| 2021-22年 | 香港國際財經台 | 2022年4月23日  | 21:25-23:30 | 萊比錫 對 柏林聯 Leipzig vs Union Berlin                                  | 與有線體育台和高清體育台同步播出          |
| 2021-22年 | 香港開電視     | 2022年4月24日  | 00:25-02:30 | 拜仁慕尼黑 對 多蒙特                                                      | 與有線體育台和高清體育台同步播出          |
| 2021-22年 | 香港國際財經台 | 2022年4月30日  | 21:25-23:30 | 緬恩斯 對 拜仁慕尼黑 Mainz vs Bayern Munich                               | 與有線體育台和高清體育台同步播出          |
| 2021-22年 | 香港國際財經台 | 2022年5月3日   | 02:25-04:30 | 慕遜加柏 對 萊比錫 Monchengladbach vs Leipzig                             | 與有線體育台和高清體育台同步播出          |
| 2021-22年 | 香港國際財經台 | 2022年5月7日   | 21:25-23:30 | 格雷特霍夫 對 多蒙特 Greuther Furth vs Dortmund                           | 與有線體育台和高清體育台同步播出          |
| 2021-22年 | 香港國際財經台 | 2022年5月8日   | 23:25-01:30 | 拜仁慕尼黑 對 史特加 Bayern Munich vs Stuttgart                           | 與有線體育台和高清體育台同步播出          |
| 2021-22年 | 香港開電視     | 2022年5月14日  | 21:25-23:30 | 禾夫斯堡 對 拜仁慕尼黑                                                    | 與有線體育台和高清體育台同步播出          |
| 2021-22年 | 香港國際財經台 | 2022年5月14日  | 21:25-23:30 | 利華古遜 對 弗賴堡 Leverkusen vs Freiburg                                 | 與Sports Plus 1和Sports Plus 1 HD同步播出 |
| 2021-22年 | 香港國際財經台 | 2022年5月20日  | 02:25-04:30 | 附加賽首回合：哈化柏林 對 漢堡 Playoff 1st Leg:Hertha Berlin vs Hamburger | 與Sports Plus 1和Sports Plus 1 HD同步播出 |
| 2021-22年 | 香港國際財經台 | 2022年5月24日  | 21:25-23:30 | 附加賽次回合：漢堡 對 哈化柏林 Playoff 2nd Leg:Hamburger vs Hertha Berlin | 與有線體育台和高清體育台同步播出          |

#### 東亞女子足球錦標賽
| 賽季   | 播放频道       | 播放日         | 時間        | 播放賽事                                     | 備註                                      |
| 2019年 | 香港國際財經台 | 2019年12月10日 | 15:15-17:15 | 南韓 對 中國 Korea Rep vs China PR           | 與Sports Plus 1和HD Sports Plus 1同步播出 |
| 2019年 | 香港國際財經台 | 2019年12月11日 | 15:20-17:20 | 日本 對 中華臺北 Japan vs Chinese Taipei     | 與Sports Plus 1和HD Sports Plus 1同步播出 |
| 2019年 | 香港國際財經台 | 2019年12月14日 | 14:55-17:00 | 中國 對 日本 China PR vs Japan               | 與Sports Plus 1和HD Sports Plus 1同步播出 |
| 2019年 | 香港國際財經台 | 2019年12月15日 | 15:15-17:15 | 南韓 對 中華臺北 Korea Rep vs Chinese Taipei | 與Sports Plus 1和HD Sports Plus 1同步播出 |
| 2019年 | 香港國際財經台 | 2019年12月17日 | 15:15-17:15 | 中華臺北 對 中國 Chinese Taipei vs China PR  | 與Sports Plus 1和HD Sports Plus 1同步播出 |

#### 東亞足球錦標賽
| 賽季   | 播放频道   | 播放日         | 時間        | 播放賽事     | 備註                                      |
| 2019年 | 香港開電視 | 2019年12月10日 | 18:25-20:30 | 中國 對 日本 | 與Sports Plus 1和HD Sports Plus 1同步播出 |
| 2019年 | 香港開電視 | 2019年12月11日 | 18:25-20:30 | 南韓 對 香港 | 與Sports Plus 1和HD Sports Plus 1同步播出 |
| 2019年 | 香港開電視 | 2019年12月14日 | 18:25-20:30 | 日本 對 香港 | 與Sports Plus 1和HD Sports Plus 1同步播出 |
| 2019年 | 香港開電視 | 2019年12月15日 | 18:25-20:30 | 南韓 對 中國 | 與Sports Plus 1和HD Sports Plus 1同步播出 |
| 2019年 | 香港開電視 | 2019年12月18日 | 15:10-17:15 | 中國 對 香港 | 與Sports Plus 1和HD Sports Plus 1同步播出 |

#### 俄羅斯超級足球聯賽
| 賽季      | 播放频道   | 播放日       | 時間        | 播放賽事                       | 備註                             |
| 2019-20年 | 香港開電視 | 2020年7月1日 | 01:25-03:30 | 莫斯科中央陸軍 對 莫斯科斯巴達 | 與有線體育台和高清體育台同步播出 |

#### 日本甲組職業足球聯賽
| 賽季   | 播放频道   | 播放日         | 時間        | 播放賽事                 | 備註                                      |
| 2020年 | 香港開電視 | 2020年8月15日  | 12:55-15:00 | 札幌岡薩多 對 川崎前鋒   | 與有線體育台和高清體育台同步播出          |
| 2020年 | 香港開電視 | 2020年9月5日   | 12:55-15:00 | 札幌岡薩多 對 廣島三箭   | 與有線體育台和高清體育台同步播出          |
| 2020年 | 香港開電視 | 2020年9月19日  | 12:55-15:00 | 札幌岡薩多 對 大阪飛腳   | 與有線體育台和高清體育台同步播出          |
| 2020年 | 香港開電視 | 2020年9月26日  | 12:55-15:00 | 名古屋鯨魚 對 清水心跳   | 與有線體育台和高清體育台同步播出          |
| 2020年 | 香港開電視 | 2020年10月3日  | 13:55-16:00 | 大阪櫻花 對 川崎前鋒     | 與有線體育台和高清體育台同步播出          |
| 2020年 | 香港開電視 | 2020年10月10日 | 12:55-15:00 | FC東京 對 大阪飛腳       | 與有線體育台和高清體育台同步播出          |
| 2020年 | 香港開電視 | 2020年10月17日 | 13:55-16:00 | 大阪櫻花 對 橫濱水手     | 與有線體育台和高清體育台同步播出          |
| 2020年 | 香港開電視 | 2020年10月24日 | 13:55-16:00 | FC東京 對 橫濱水手       | 與有線體育台和高清體育台同步播出          |
| 2020年 | 香港開電視 | 2020年11月14日 | 12:55-15:00 | 清水心跳 對 大阪櫻花     | 與Sports Plus 1和Sports Plus 1 HD同步播出 |
| 2020年 | 香港開電視 | 2020年11月21日 | 12:55-15:00 | 大分三神 對 川崎前鋒     | 與Sports Plus 1和Sports Plus 1 HD同步播出 |
| 2020年 | 香港開電視 | 2020年11月28日 | 12:55-15:00 | 廣島三箭 對 札幌岡薩多   | 與有線體育台和高清體育台同步播出          |
| 2020年 | 香港開電視 | 2020年12月19日 | 12:55-15:00 | 名古屋鯨魚 對 廣島三箭   | 與有線體育台和高清體育台同步播出          |
| 2021年 | 香港開電視 | 2021年3月6日   | 12:55-15:00 | FC東京 對 大阪櫻花       | 與有線體育台和高清體育台同步播出          |
| 2021年 | 香港開電視 | 2021年4月24日  | 12:55-15:00 | 橫濱水手 對 橫濱FC       | 與有線體育台和高清體育台同步播出          |
| 2021年 | 香港開電視 | 2021年5月1日   | 12:55-15:00 | FC東京 對 橫濱水手       | 與有線體育台和高清體育台同步播出          |
| 2021年 | 香港開電視 | 2021年6月19日  | 12:55-15:00 | 札幌岡薩多 對 大分三神   | 與Sports Plus 1和Sports Plus 1 HD同步播出 |
| 2021年 | 香港開電視 | 2021年8月14日  | 12:55-15:00 | 札幌岡薩多 對 FC東京     | 與有線體育台和高清體育台同步播出          |
| 2021年 | 香港開電視 | 2021年10月16日 | 13:55-16:00 | 浦和紅鑽 對 大阪飛腳     | 與有線體育台和高清體育台同步播出          |
| 2021年 | 香港開電視 | 2021年11月6日  | 12:55-15:00 | 清水心跳 對 札幌岡薩多   | 與有線體育台和高清體育台同步播出          |
| 2021年 | 香港開電視 | 2021年12月4日  | 12:55-15:00 | 名古屋鯨魚 對 浦和紅鑽   | 與有線體育台和高清體育台同步播出          |
| 2022年 | 香港開電視 | 2022年2月19日  | 12:55-15:00 | 橫濱水手 對 大阪櫻花     | 與有線體育台和高清體育台同步播出          |
| 2022年 | 香港開電視 | 2022年3月19日  | 12:55-15:00 | 廣島三箭 對 川崎前鋒     | 與有線體育台和高清體育台同步播出          |
| 2022年 | 香港開電視 | 2022年4月2日   | 12:55-15:00 | 大阪飛腳 對 名古屋鯨魚   | 與有線體育台和高清體育台同步播出          |
| 2022年 | 香港開電視 | 2022年5月21日  | 12:55-15:00 | 大阪櫻花 對 大阪飛腳     | 與有線體育台和高清體育台同步播出          |
| 2022年 | 香港開電視 | 2022年7月30日  | 12:55-15:00 | 札幌岡薩多 對 名古屋鯨魚 | 與有線體育台和高清體育台同步播出          |
| 2022年 | 香港開電視 | 2022年8月13日  | 12:55-15:00 | 札幌岡薩多 對 神戶勝利船 | 與有線體育台和高清體育台同步播出          |
| 2022年 | 香港開電視 | 2022年8月20日  | 12:55-15:00 | 札幌岡薩多 對 鳥栖砂岩   | 與有線體育台和高清體育台同步播出          |
| 2022年 | 香港開電視 | 2022年10月1日  | 12:55-15:00 | 大阪櫻花 對 湘南比馬     | 與Sports Plus 1和Sports Plus 1 HD同步播出 |
| 2022年 | 香港開電視 | 2022年10月8日  | 12:55-15:00 | 橫濱水手 對 大阪飛腳     | 與有線體育台和高清體育台同步播出          |

#### 美洲盃足球賽
| 賽季   | 播放频道   | 播放日             | 時間        | 播放賽事                     | 備註                             |
| 2021年 | 香港開電視 | 2021年6月14日      | 04:50-07:00 | 巴西 對 委內瑞拉             | 與有線體育台和高清體育台同步播出 |
| 2021年 | 香港開電視 | 2021年6月14日      | 07:50-10:00 | 哥倫比亞 對 厄瓜多爾         | 與有線體育台和高清體育台同步播出 |
| 2021年 | 香港開電視 | 2021年6月15日-16日 | 00:00-00:30 | 美洲國家盃精華               | 有線體育台節目                   |
| 2021年 | 香港開電視 | 2021年6月19日-20日 | 00:00-00:30 | 美洲國家盃精華               | 有線體育台節目                   |
| 2021年 | 香港開電視 | 2021年6月22日-23日 | 00:00-00:30 | 美洲國家盃精華               | 有線體育台節目                   |
| 2021年 | 香港開電視 | 2021年6月25日-26日 | 00:00-00:30 | 美洲國家盃精華               | 有線體育台節目                   |
| 2021年 | 香港開電視 | 2021年6月29日-30日 | 00:00-00:30 | 美洲國家盃精華               | 有線體育台節目                   |
| 2021年 | 香港開電視 | 2021年7月4日-5日   | 00:00-00:30 | 美洲國家盃精華               | 有線體育台節目                   |
| 2021年 | 香港開電視 | 2021年7月8日       | 00:00-00:30 | 美洲國家盃精華               | 有線體育台節目                   |
| 2021年 | 香港開電視 | 2021年7月12日      | 00:00-00:30 | 美洲國家盃精華               | 有線體育台節目                   |
| 2021年 | 香港開電視 | 2021年6月15日      | 04:50-07:00 | 阿根廷 對 智利               | 與有線體育台和高清體育台同步播出 |
| 2021年 | 香港開電視 | 2021年6月20日      | 07:50-10:00 | 阿根廷 對 烏拉圭             | 與有線體育台和高清體育台同步播出 |
| 2021年 | 香港開電視 | 2021年6月22日      | 04:50-07:00 | 烏拉圭 對 智利               | 與有線體育台和高清體育台同步播出 |
| 2021年 | 香港開電視 | 2021年6月28日      | 04:50-07:00 | 巴西 對 厄瓜多爾             | 與有線體育台和高清體育台同步播出 |
| 2021年 | 香港開電視 | 2021年7月3日       | 07:50-10:00 | 半準決賽：巴西 對 智利       | 與有線體育台和高清體育台同步播出 |
| 2021年 | 香港開電視 | 2021年7月4日       | 08:50-11:00 | 半準決賽：阿根廷 對 厄瓜多爾 | 與有線體育台和高清體育台同步播出 |
| 2021年 | 香港開電視 | 2021年7月6日       | 06:50-09:00 | 準決賽：巴西 對 秘魯         | 與有線體育台和高清體育台同步播出 |
| 2021年 | 香港開電視 | 2021年7月10日      | 07:50-10:00 | 季軍賽：秘魯 對 哥倫比亞     | 與有線體育台和高清體育台同步播出 |
| 2021年 | 香港開電視 | 2021年7月11日      | 07:50-10:00 | 决賽：巴西 對 阿根廷         | 與有線體育台和高清體育台同步播出 |

#### 英格蘭冠軍聯賽
| 賽季      | 播放频道       | 播放日         | 時間        | 播放賽事                                      | 備註                             |
| 2021-22年 | 香港開電視     | 2021年8月15日  | 02:55-05:00 | 史雲斯 對 錫菲聯                              | 與有線體育台和高清體育台同步播出 |
| 2021-22年 | 香港開電視     | 2021年8月21日  | 02:40-04:45 | 布里斯托城 對 史雲斯                          | 與有線體育台和高清體育台同步播出 |
| 2021-22年 | 香港開電視     | 2021年8月29日  | 02:55-05:00 | 彼德堡 對 西布朗                              | 與有線體育台和高清體育台同步播出 |
| 2021-22年 | 香港開電視     | 2021年9月11日  | 02:55-05:00 | 伯明翰 對 打比郡                              | 與有線體育台和高清體育台同步播出 |
| 2021-22年 | 香港國際財經台 | 2021年9月12日  | 21:25-23:30 | 諾定咸森林 對 卡迪夫城 Forest vs Cardiff City | 與有線體育台和高清體育台同步播出 |
| 2021-22年 | 香港開電視     | 2021年10月2日  | 02:40-04:45 | 史篤城 對 西布朗                              | 與有線體育台和高清體育台同步播出 |
| 2021-22年 | 香港開電視     | 2021年10月16日 | 02:55-05:00 | 西布朗 對 伯明翰                              | 與有線體育台和高清體育台同步播出 |
| 2021-22年 | 香港開電視     | 2021年10月30日 | 02:40-04:45 | 昆士柏流浪 對 諾定咸森林                      | 與有線體育台和高清體育台同步播出 |
| 2021-22年 | 香港開電視     | 2021年11月20日 | 03:40-05:45 | 昆士柏流浪 對 盧頓                            | 與有線體育台和高清體育台同步播出 |
| 2021-22年 | 香港開電視     | 2021年12月28日 | 01:25-03:30 | 昆士柏流浪 對 般尼茅夫                        | 與有線體育台和高清體育台同步播出 |
| 2021-22年 | 香港國際財經台 | 2022年1月1日   | 22:55-01:00 | 黑池 對 侯城 Blackpool vs Hull City           | 與有線體育台和高清體育台同步播出 |
| 2021-22年 | 香港開電視     | 2022年1月30日  | 01:25-03:30 | 彼德堡 對 錫菲聯                              | 與有線體育台和高清體育台同步播出 |
| 2021-22年 | 香港開電視     | 2022年2月5日   | 03:40-05:45 | 伯明翰 對 錫菲聯                              | 與有線體育台和高清體育台同步播出 |
| 2022-23年 | HOY TV         | 2023年4月8日   | 02:55-05:00 | 米杜士堡 對 般尼                              | 與有線體育台和高清體育台同步播出 |
| 2022-23年 | HOY TV         | 2023年4月15日  | 02:55-05:00 | 米杜士堡 對 諾域治                            | 與有線體育台和高清體育台同步播出 |
| 2022-23年 | HOY TV         | 2023年4月16日  | 02:40-04:45 | 布力般流浪 對 侯城                            | 與有線體育台和高清體育台同步播出 |

#### 英格蘭聯賽盃
| 賽季      | 播放频道   | 播放日         | 時間        | 播放賽事                         | 備註                             |
| 2021-22年 | 香港開電視 | 2021年9月22日  | 02:40-04:45 | 第三圈：諾域治 對 利物浦         | 與有線體育台和高清體育台同步播出 |
| 2021-22年 | 香港開電視 | 2021年9月23日  | 02:40-04:45 | 第三圈：曼聯 對 韋斯咸           | 與有線體育台和高清體育台同步播出 |
| 2021-22年 | 香港開電視 | 2021年10月27日 | 02:40-04:45 | 第四圈：車路士 對 修咸頓         | 與有線體育台和高清體育台同步播出 |
| 2021-22年 | 香港開電視 | 2021年10月28日 | 02:40-04:45 | 第四圈：韋斯咸 對 曼城           | 與有線體育台和高清體育台同步播出 |
| 2021-22年 | 香港開電視 | 2021年12月22日 | 03:40-05:45 | 半凖决赛：阿仙奴 對 新特蘭       | 與有線體育台和高清體育台同步播出 |
| 2021-22年 | 香港開電視 | 2021年12月23日 | 03:40-06:00 | 半凖决赛：利物浦 對 李斯特城     | 與有線體育台和高清體育台同步播出 |
| 2021-22年 | 香港開電視 | 2022年1月6日   | 03:40-05:45 | 準決賽首回合：車路士 對 熱刺     | 與有線體育台和高清體育台同步播出 |
| 2021-22年 | 香港開電視 | 2022年1月14日  | 03:40-05:45 | 準決賽首回合：利物浦 對 阿仙奴   | 與有線體育台和高清體育台同步播出 |
| 2021-22年 | 香港開電視 | 2022年2月28日  | 00:25-04:00 | 決賽：車路士 對 利物浦           | 與有線體育台和高清體育台同步播出 |
| 2022-23年 | HOY TV     | 2022年12月22日 | 03:55-06:00 | 第四圈：曼聯 對 般尼             | 與有線體育台和高清體育台同步播出 |
| 2022-23年 | HOY TV     | 2022年12月23日 | 03:55-06:00 | 第四圈：曼城 對 利物浦           | 與有線體育台和高清體育台同步播出 |
| 2022-23年 | HOY TV     | 2023年2月1日   | 03:55-06:00 | 準決賽次回合：紐卡素 對 修咸頓   | 與有線體育台和高清體育台同步播出 |
| 2022-23年 | HOY TV     | 2023年2月2日   | 03:55-06:00 | 準決賽次回合：曼聯 對 諾定咸森林 | 與有線體育台和高清體育台同步播出 |
| 2022-23年 | HOY TV     | 2023年2月27日  | 00:25-02:45 | 決賽：曼聯 對 紐卡素             | 與有線體育台和高清體育台同步播出 |

#### 意大利盃
| 賽季      | 播放频道 | 播放日        | 時間        | 播放賽事                           | 備註                             |
| 2022-23年 | HOY TV   | 2023年4月27日 | 02:55-05:00 | 準決賽次回合：國際米蘭 對 祖雲達斯 | 與有線體育台和高清體育台同步播出 |
| 2022-23年 | HOY TV   | 2023年4月28日 | 02:55-05:00 | 準決賽次回合：費倫天拿 對 克雷莫納 | 與有線體育台和高清體育台同步播出 |
| 2022-23年 | HOY TV   | 2023年5月25日 | 02:55-05:00 | 決賽：費倫天拿 對 國際米蘭         | 與有線體育台和高清體育台同步播出 |

#### 西班牙盃
| 賽季      | 播放频道 | 播放日       | 時間        | 播放賽事                     | 備註                             |
| 2022-23年 | HOY TV   | 2023年5月7日 | 03:55-06:00 | 決賽：皇家馬德里 對 奧沙辛拿 | 與有線體育台和高清體育台同步播出 |

### 籃球

#### 東南亞職業籃球聯賽
| 賽季      | 播放频道       | 播放日         | 時間          | 播放賽事/節目                                                                                  | 備註                             |
| 2017-18年 | 奇妙77台       | 2017年12月17日 | 15:00-17:00   | 寶島夢想家 VS 香港東方                                                                         | 與有線體育台和hd202同步播出      |
| 2017-18年 | 奇妙77台       | 2018年3月25日  | 14:30-16:30   | 馬來西亞猛龍 VS 香港東方                                                                       | 與有線體育台和hd202同步播出      |
| 2018-19年 | 香港國際財經台 | 2018年12月8日  | 14:45 - 16:45 | 寶島夢想家 對 香港東方 Formosa Dreamers vs Hong Kong Eastern                                   | 與有線體育台和高清體育台同步播出 |
| 2018-19年 | 香港國際財經台 | 2018年12月23日 | 18:00 - 20:00 | 新加坡騰飛之獅 對 香港東方 Singapore Slingers vs Hong Kong Eastern                             | 錄播                             |
| 2018-19年 | 香港國際財經台 | 2018年12月24日 | 14:00 - 16:00 | 新加坡騰飛之獅 對 香港東方 Singapore Slingers vs Hong Kong Eastern                             | 錄播                             |
| 2018-19年 | 香港國際財經台 | 2018年12月30日 | 18:00 - 20:00 | 菲律賓火焰 對 新加坡騰飛之獅 San Miguel Alab Pilipinas vs Singapore Slingers                   | 錄播                             |
| 2018-19年 | 香港國際財經台 | 2018年12月31日 | 14:00 - 16:00 | 菲律賓火焰 對 新加坡騰飛之獅 San Miguel Alab Pilipinas vs Singapore Slingers                   | 錄播                             |
| 2018-19年 | 香港國際財經台 | 2019年1月6日   | 14:25 - 16:30 | 馬來西亞猛龍 對 香港東方 Westports Malaysia Dragons vs Hong Kong Eastern                       | 與有線體育台和高清體育台同步播出 |
| 2018-19年 | 香港國際財經台 | 2019年1月6日   | 18:00 - 20:00 | 香港東方 對 曼谷吸血鬼 Hong Kong Eastern vs Mono Vampire Basketball Club                       | 錄播                             |
| 2018-19年 | 香港國際財經台 | 2019年1月13日  | 18:00 - 20:00 | 菲律賓火焰 對 香港東方 San Miguel Alab Pilipinas vs Hong Kong Eastern                          | 錄播                             |
| 2018-19年 | 香港國際財經台 | 2019年1月20日  | 18:00 - 20:00 | 澳門黑熊 對 香港東方 Macau Black Bears vs Hong Kong Eastern                                    | 錄播                             |
| 2018-19年 | 香港國際財經台 | 2019年1月27日  | 18:00 - 20:00 | 香港東方 對 馬來西亞猛龍 Hong Kong Eastern vs Westports Malaysia Dragons                       | 錄播                             |
| 2018-19年 | 香港國際財經台 | 2019年2月3日   | 18:00 - 20:00 | 香港東方 對 澳門黑熊 Hong Kong Eastern vs Macau Black Bears                                    | 錄播                             |
| 2018-19年 | 香港國際財經台 | 2019年2月5日   | 14:00 - 16:00 | 香港東方 對 澳門黑熊 Hong Kong Eastern vs Macau Black Bears                                    | 錄播                             |
| 2018-19年 | 香港國際財經台 | 2019年2月10日  | 18:00 - 20:00 | 香港東方 對 菲律賓火焰 Hong Kong Eastern vs San Miguel Alab Pilipinas                          | 錄播                             |
| 2018-19年 | 香港國際財經台 | 2019年2月17日  | 18:00 - 20:00 | 寶島夢想家 對 西貢熱火 Formosa Dreamers vs Saigon Heat                                         | 錄播                             |
| 2018-19年 | 香港國際財經台 | 2019年2月23日  | 14:55 - 17:00 | 寶島夢想家 對 香港東方 Formosa Dreamers vs Hong Kong Eastern                                   | 與有線體育台和高清體育台同步播出 |
| 2018-19年 | 香港國際財經台 | 2019年2月24日  | 18:00 - 20:00 | 澳門黑熊 對 香港東方 Macau Black Bears vs Hong Kong Eastern                                    | 錄播                             |
| 2018-19年 | 香港國際財經台 | 2019年3月3日   | 14:55 - 17:00 | 寶島夢想家 對 澳門黑熊 Formosa Dreamers vs Macau Black Bears                                   | 與有線體育台和高清體育台同步播出 |
| 2018-19年 | 香港國際財經台 | 2019年3月3日   | 18:00 - 20:00 | 曼谷吸血鬼 對 香港東方 Mono Vampire Basketball Club vs Hong Kong Eastern                       | 錄播                             |
| 2018-19年 | 香港國際財經台 | 2019年3月10日  | 18:00 - 20:00 | 曼谷吸血鬼 對 西貢熱火 Mono Vampire Basketball Club vs Saigon Heat                             | 錄播                             |
| 2018-19年 | 香港國際財經台 | 2019年3月17日  | 18:00 - 20:00 | 澳門黑熊 對 菲律賓火焰 Macau Black Bears vs San Miguel Alab Pilipinas                          | 錄播                             |
| 2018-19年 | 香港國際財經台 | 2019年3月24日  | 18:00 - 20:00 | 香港東方 對 印尼騎士 Hong Kong Eastern vs CLS Knights Indonesia                                | 錄播                             |
| 2018-19年 | 香港國際財經台 | 2019年3月31日  | 18:00 - 20:00 | 菲律賓火焰 對 香港東方 San Miguel Alab Pilipinas vs Hong Kong Eastern                          | 錄播                             |
| 2018-19年 | 香港國際財經台 | 2019年4月21日  | 18:00 - 20:00 | 季後賽：印尼騎士 對 曼谷吸血鬼 Playoffs: CLS Knights Indonesia vs Mono Vampire Basketball Club | 錄播                             |
| 2018-19年 | 香港國際財經台 | 2019年4月22日  | 18:00 - 20:00 | 季後賽：香港東方 對 新加坡騰飛之獅 Playoffs: Hong Kong Eastern vs San Miguel Alab Pilipinas    | 錄播                             |
| 2018-19年 | 香港國際財經台 | 2019年4月28日  | 18:00 - 20:00 | 季後賽：印尼騎士 對 曼谷吸血鬼 Playoffs: CLS Knights Indonesia vs Mono Vampire Basketball Club | 錄播                             |
| 2018-19年 | 香港國際財經台 | 2019年5月5日   | 18:00 - 20:00 | 總決賽：新加坡騰飛之獅 對 印尼騎士 Finals:San Miguel Alab Pilipinas vs CLS Knights Indonesia   | 錄播                             |
| 2018-19年 | 香港國際財經台 | 2019年5月12日  | 18:00 - 20:00 | 總決賽：新加坡騰飛之獅 對 印尼騎士 Finals:San Miguel Alab Pilipinas vs CLS Knights Indonesia   | 錄播                             |
| 2018-19年 | 香港國際財經台 | 2019年5月19日  | 18:00 - 20:00 | 總決賽：新加坡騰飛之獅 對 印尼騎士 Finals:San Miguel Alab Pilipinas vs CLS Knights Indonesia   | 錄播                             |
| 2019-20年 | 香港國際財經台 | 2019年11月24日 | 18:00 - 20:00 | 澳門戰狼 對 澳門黑熊 Wolf Warriors vs Macau Black Bears                                        | 錄播                             |
| 2019-20年 | 香港國際財經台 | 2019年12月1日  | 18:00 - 20:00 | 富邦勇士 對 香港東方 Fubon Braves vs Hong Kong Eastern                                         | 錄播                             |
| 2019-20年 | 香港國際財經台 | 2019年12月8日  | 18:00 - 20:00 | 寶島夢想家 對 富邦勇士 Formosa Dreamers vs Fubon Braves                                        | 錄播                             |
| 2019-20年 | 香港國際財經台 | 2019年12月15日 | 18:00 - 20:00 | 澳門戰狼 對 富邦勇士 Wolf Warriors vs Fubon Braves                                             | 錄播                             |
| 2019-20年 | 香港國際財經台 | 2019年12月22日 | 16:00-18:00   | 曼谷吸血鬼 對 香港東方 Mono Vampire Basketball Club vs Hong Kong Eastern                       | 與有線體育台和高清體育台同步播出 |
| 2019-20年 | 香港國際財經台 | 2019年12月29日 | 18:00-20:00   | 寶島夢想家 對 菲律賓火焰 Formosa Dreamers vs San Miguel Alab Pilipinas                         | 錄播                             |
| 2019-20年 | 香港國際財經台 | 2020年1月5日   | 15:00-17:00   | 寶島夢想家 對 新加坡騰飛之獅 Formosa Dreamers vs Singapore Slingers                            | 與有線體育台和高清體育台同步播出 |
| 2019-20年 | 香港國際財經台 | 2020年1月12日  | 18:00-20:00   | 香港東方 對 馬來西亞猛龍 Hong Kong Eastern vs Westports Malaysia Dragons                       | 錄播                             |
| 2019-20年 | 香港國際財經台 | 2020年1月19日  | 18:00-20:00   | 富邦勇士 對 香港東方 Fubon Braves vs Hong Kong Eastern                                         | 錄播                             |
| 2019-20年 | 香港國際財經台 | 2020年1月26日  | 18:00-20:00   | 香港東方 對 菲律賓火焰 Hong Kong Eastern vs San Miguel Alab Pilipinas                          | 錄播                             |
| 2019-20年 | 香港國際財經台 | 2020年2月2日   | 18:00-20:00   | 香港東方 對 新加坡騰飛之獅 Hong Kong Eastern vs Singapore Slingers                             | 錄播                             |
| 2019-20年 | 香港國際財經台 | 2020年2月9日   | 15:00-17:00   | 馬來西亞猛龍 對 西貢熱火 Westports Malaysia Dragons vs Saigon Heat                             | 錄播                             |
| 2019-20年 | 香港國際財經台 | 2020年2月16日  | 18:00-20:00   | 曼谷吸血鬼 對 富邦勇士 Mono Vampire Basketball Club vs Fubon Braves                            | 錄播                             |
| 2019-20年 | 香港國際財經台 | 2020年2月23日  | 18:00-20:00   | 曼谷吸血鬼 對 新加坡騰飛之獅 Mono Vampire Basketball Club vs Singapore Slingers                | 錄播                             |
| 2019-20年 | 香港國際財經台 | 2020年3月1日   | 14:30-16:30   | 馬來西亞猛龍 對 曼谷吸血鬼 Westports Malaysia Dragons vs Mono Vampire Basketball Club          | 與有線體育台和高清體育台同步播出 |
| 2019-20年 | 香港國際財經台 | 2020年3月8日   | 18:00-20:00   | 馬來西亞猛龍 對 新加坡騰飛之獅 Westports Malaysia Dragons VS Singapore Slingers                | 錄播                             |
| 2023年    | 香港國際財經台 | 2023年1月2日   | 18:00-20:00   | 香港東方 對 泰國曼谷老虎 Hong Kong Eastern VS Cooly Bangkok Tigers                             | 與有線體育台和高清體育台同步播出 |
| 2023年    | 香港國際財經台 | 2023年1月5日   | 19:55-22:00   | 澳門黑熊 對 香港東方 Macau Black Bears vs Hong Kong Eastern                                    | 與有線體育台和高清體育台同步播出 |
| 2023年    | 香港國際財經台 | 2023年1月7日   | 19:55-22:00   | 新加坡騰飛之獅 對 香港東方 Singapore Slingers vs Hong Kong Eastern                             | 與有線體育台和高清體育台同步播出 |
| 2023年    | HOY資訊台      | 2023年1月8日   | 16:00-18:00   | 印尼泗水羅浮宮 對 香港東方                                                                     | 與有線體育台和高清體育台同步播出 |
| 2023年    | 香港國際財經台 | 2023年1月12日  | 18:55-21:00   | 香港東方 對 澳門黑熊 Hong Kong Eastern vs Macau Black Bears                                    | 與有線體育台和高清體育台同步播出 |
| 2023年    | 香港國際財經台 | 2023年1月14日  | 19:55-21:00   | 印尼泗水羅浮宮 對 香港東方 Louvre Indonesia vs Hong Kong Eastern                               | 與有線體育台和高清體育台同步播出 |
| 2023年    | 香港國際財經台 | 2023年1月15日  | 17:00-19:00   | 越南西貢熱火 對 香港東方 Saigon Heat vs Hong Kong Eastern                                      | 與有線體育台和高清體育台同步播出 |
| 2023年    | 香港國際財經台 | 2023年1月17日  | 17:00-19:00   | 香港東方 對 马来西亚森美兰金群利 Hong Kong Eastern vs NS Matrix                                | 與有線體育台和高清體育台同步播出 |
| 2023年    | 香港國際財經台 | 2023年2月4日   | 18:00-20:00   | 新加坡騰飛之獅 對 香港東方 Singapore Slingers vs Hong Kong Eastern                             | 與有線體育台和高清體育台同步播出 |
| 2023年    | HOY資訊台      | 2023年2月5日   | 16:00-18:00   | 香港東方 對 越南西貢熱火                                                                       | 與有線體育台和高清體育台同步播出 |
| 2023年    | 香港國際財經台 | 2023年2月7日   | 19:55-22:00   | 菲律賓三寶顏勇士 對 香港東方 Zamboanga Valientes vs Hong Kong Eastern                          | 與有線體育台和高清體育台同步播出 |
| 2023年    | 香港國際財經台 | 2023年2月16日  | 20:25-22:30   | 香港東方 對 马来西亚森美兰金群利 Hong Kong Eastern vs NS Matrix                                | 與有線體育台和高清體育台同步播出 |
| 2023年    | 香港國際財經台 | 2023年2月17日  | 18:25-20:30   | 泰國曼谷老虎 對 香港東方 Cooly Bangkok Tigers vs Hong Kong Eastern                             | 與有線體育台和高清體育台同步播出 |

#### 3x3籃球
| 賽季                       | 播放频道       | 播放日               | 時間                     | 播放賽事/節目                                                                | 備註                                                    |
|                            | 香港開電視     | 2021年10月2日        | 16:00-17:00              | Red Bull Half Court 三人籃球香港決賽                                         | 與有線Sports Plus 1和有線Sports Plus 1 HD同步播出       |
| 2022年三對三世界盃籃球賽   | 香港開電視     | 2022年7月3日         | 18:00-19:00              | FIBA世界盃三人籃球賽精華                                                     |                                                         |
| 2022年世界三對三籃球巡迴賽 | HOY TV         | 2022年10月26日       | 10:00-12:30              | FIBA世界三人籃球巡迴賽 香港大師賽 FIBA 3x3 World Tour 2022 Hong Kong Masters | 與有線體育台和高清體育台同步播出 （HOY TV為不完整聯播） |
| 2022年世界三對三籃球巡迴賽 | HOY TV         | 2022年10月27日       | 17:00-18:30、18:55-19:40 | FIBA世界三人籃球巡迴賽 香港大師賽 FIBA 3x3 World Tour 2022 Hong Kong Masters | 與有線體育台和高清體育台同步播出 （HOY TV為不完整聯播） |
| 2022年世界三對三籃球巡迴賽 | 香港國際財經台 | 2022年10月26日       | 10:00-12:30、13:45-19:50 | FIBA世界三人籃球巡迴賽 香港大師賽 FIBA 3x3 World Tour 2022 Hong Kong Masters | 與有線體育台和高清體育台同步播出 （HOY TV為不完整聯播） |
| 2022年世界三對三籃球巡迴賽 | 香港國際財經台 | 2022年10月27日       | 14:42-19:40              | FIBA世界三人籃球巡迴賽 香港大師賽 FIBA 3x3 World Tour 2022 Hong Kong Masters | 與有線體育台和高清體育台同步播出 （HOY TV為不完整聯播） |
| 2022年世界三對三籃球巡迴賽 | HOY TV         | 2022年10月27日至28日 | 00:30-01:00              | FIBA世界三人籃球巡迴賽 香港大師賽精華                                        |                                                         |

### 排球

#### 世界女排聯賽
| 賽季   | 播放频道       | 播放日        | 時間        | 播放賽事                                               | 備註                                      |
| 2018年 | 奇妙77台       | 2018年5月29日 | 00:30-02:30 | 香港站：日本 對 大利                                   | 錄播                                      |
| 2018年 | 奇妙77台       | 2018年5月29日 | 20:30-22:30 | 香港站：中國 對 阿根廷                                 | 與有線體育2台和高清體育2台同步播出        |
| 2018年 | 奇妙77台       | 2018年5月30日 | 00:30-02:30 | 香港站：阿根廷 對 大利                                 | 錄播                                      |
| 2018年 | 奇妙77台       | 2018年5月30日 | 20:30-22:30 | 香港站：中國 對 日本                                   | 與有線體育2台和高清體育2台同步播出        |
| 2018年 | 奇妙77台       | 2018年5月31日 | 00:30-02:30 | 香港站：日本 對 阿根廷                                 | 錄播                                      |
| 2018年 | 奇妙77台       | 2018年5月31日 | 20:30-22:30 | 香港站：中國 對 大利                                   | 與有線體育2台和高清體育2台同步播出        |
| 2018年 | 奇妙77台       | 2018年7月1日  | 14:55-17:00 | 決賽周季軍賽：中國 對 巴西                             | 與有線體育2台和高清體育2台同步播出        |
| 2018年 | 奇妙77台       | 2018年7月1日  | 18:55-21:00 | 決賽周決賽：美國 對 土耳其                             | 與有線體育2台和高清體育2台同步播出        |
| 2019年 | 香港開電視     | 2019年6月4日  | 20:30-22:30 | 香港站：中國 對 日本                                   | 與有線體育2台和高清體育2台同步播出        |
| 2019年 | 香港開電視     | 2019年6月5日  | 00:30-02:30 | 香港站：荷蘭 對 意大利                                 | 錄播                                      |
| 2019年 | 香港開電視     | 2019年6月5日  | 20:30-22:30 | 香港站：荷蘭 對 中國                                   | 與有線體育2台和高清體育2台同步播出        |
| 2019年 | 香港開電視     | 2019年6月6日  | 00:30-02:30 | 香港站：意大利 對 日本                                 | 錄播                                      |
| 2019年 | 香港開電視     | 2019年6月6日  | 20:30-23:30 | 香港站：意大利 對 中國                                 | 與有線體育2台和高清體育2台同步播出        |
| 2019年 | 香港開電視     | 2019年6月7日  | 00:30-02:30 | 香港站：日本 對 荷蘭                                   | 錄播                                      |
| 2019年 | 香港開電視     | 2019年7月7日  | 14:55-17:00 | 決賽周季軍賽：中國 對 土耳其                           | 與有線體育2台和高清體育2台同步播出        |
| 2019年 | 香港開電視     | 2019年7月7日  | 19:25-21:30 | 決賽周決賽：美國 對 巴西                               | 與有線體育2台和高清體育2台同步播出        |
| 2021年 | 香港開電視     | 2021年5月27日 | 00:00-01:30 | 中國 對 日本                                           | 錄播                                      |
| 2021年 | 香港開電視     | 2021年6月2日  | 21:56-23:36 | 中國 對 土耳其                                         | 與有線體育台和高清體育台同步播出          |
| 2021年 | 香港國際財經台 | 2021年6月6日  | 15:55-17:45 | 中國 對 比利時 China VS Belgium                        | 與有線體育台和高清體育台同步播出          |
| 2021年 | 香港開電視     | 2021年6月8日  | 21:55-00:45 | 中國 對 巴西                                           | 與有線體育台和高清體育台同步播出          |
| 2021年 | 香港國際財經台 | 2021年6月12日 | 21:55-23:30 | 中國 對 荷蘭 China VS Netherlands                      | 與有線體育台和高清體育台同步播出          |
| 2021年 | 香港國際財經台 | 2021年6月13日 | 20:55-22:30 | 多明尼加 對 中國 Dominican Republic VS China           | 與有線體育台和高清體育台同步播出          |
| 2021年 | 香港開電視     | 2021年6月14日 | 21:55-23:45 | 中國 對 意大利                                         | 與有線體育台和高清體育台同步播出          |
| 2021年 | 香港開電視     | 2021年6月18日 | 21:56-23:30 | 中國 對 俄羅斯                                         | 與Sports Plus 1和Sports Plus 1 HD同步播出 |
| 2021年 | 香港國際財經台 | 2021年6月19日 | 21:55-23:30 | 中國 對 波蘭 China VS Poland                           | 與有線體育台和高清體育台同步播出          |
| 2021年 | 香港開電視     | 2021年6月21日 | 00:00-01:30 | 中國 對 美國                                           | 錄播                                      |
| 2021年 | 香港開電視     | 2021年6月26日 | 01:25-04:30 | 決賽：巴西 對 美國                                     | 與有線體育台和高清體育台同步播出          |
| 2022年 | 香港國際財經台 | 2022年5月31日 | 23:25-01:00 | 安卡拉站：土耳其 對 意大利 Pool 2:Turkey VS Italy      | 與有線體育台和高清體育台同步播出          |
| 2022年 | 香港國際財經台 | 2022年6月1日  | 23:25-01:00 | 安卡拉站：中國 對 荷蘭 Pool 2:China VS Netherlands     | 與有線體育台和高清體育台同步播出          |
| 2022年 | 香港開電視     | 2022年6月2日  | 00:15-01:45 | 波西爾城站：美國 對 多明尼加                           | 錄播                                      |
| 2022年 | 香港開電視     | 2022年6月3日  | 00:15-01:45 | 安卡拉站：比利時 對 塞爾維亞                           | 錄播                                      |
| 2022年 | 香港開電視     | 2022年6月4日  | 00:45-02:15 | 波西爾城站：巴西 對 波蘭                               | 錄播                                      |
| 2022年 | 香港國際財經台 | 2022年6月4日  | 21:00-22:30 | 安卡拉站：中國 對 意大利 Pool 2:China VS Italy         | 與有線體育台和高清體育台同步播出          |
| 2022年 | 香港開電視     | 2022年6月5日  | 00:30-02:00 | 安卡拉站：土耳其 對 中國                               | 錄播                                      |
| 2022年 | 香港開電視     | 2022年6月5日  | 08:55-10:30 | 波西爾城站：美國 對 巴西                               | 與有線體育台和高清體育台同步播出          |
| 2022年 | 香港開電視     | 2022年6月6日  | 00:30-02:00 | 波西爾城站：南韓 對 波蘭                               | 錄播                                      |
| 2022年 | 香港開電視     | 2022年6月7日  | 00:15-01:45 | 安卡拉站：泰國 對 中國                                 | 錄播                                      |
| 2022年 | 香港開電視     | 2022年6月8日  | 00:15-01:45 | 波西爾城站：日本 對 美國                               | 錄播                                      |
| 2022年 | 香港開電視     | 2022年6月16日 | 00:15-01:45 | 巴西利亞站：塞爾維亞 對 義大利                         | 錄播                                      |
| 2022年 | 香港開電視     | 2022年6月17日 | 00:15-01:45 | 帕賽站：中國 對 比利時                                 | 錄播                                      |
| 2022年 | 香港開電視     | 2022年6月18日 | 00:45-02:15 | 帕賽站：中國 對 加拿大                                 | 錄播                                      |
| 2022年 | 香港開電視     | 2022年6月19日 | 00:30-02:00 | 巴西利亞站：德國 對 意大利                             | 錄播                                      |
| 2022年 | 香港開電視     | 2022年6月20日 | 00:30-02:00 | 奎松站：美國 對 中國                                   | 錄播                                      |
| 2022年 | 香港開電視     | 2022年6月21日 | 00:15-01:45 | 奎松站：日本 對 中國                                   | 錄播                                      |
| 2022年 | 香港開電視     | 2022年6月22日 | 00:15-01:45 | 巴西利亞站：巴西 對 塞爾維亞                           | 錄播                                      |
| 2022年 | 香港開電視     | 2022年6月30日 | 00:15-01:45 | 索菲亞站：中國 對 巴西                                 | 錄播                                      |
| 2022年 | 香港開電視     | 2022年7月1日  | 00:15-01:45 | 索菲亞站：意大利 對 波蘭                               | 錄播                                      |
| 2022年 | 香港國際財經台 | 2022年7月1日  | 21:00-22:30 | 卡加利站：美國 對 塞爾維亞 Pool 5:USA VS Serbia        | 與有線體育台和高清體育台同步播出          |
| 2022年 | 香港開電視     | 2022年7月2日  | 00:45-02:15 | 索菲亞站：波蘭 對 中國                                 | 錄播                                      |
| 2022年 | 香港開電視     | 2022年7月3日  | 00:30-02:00 | 索菲亞站：中國 對 多明尼加                             | 錄播                                      |
| 2022年 | 香港開電視     | 2022年7月4日  | 00:30-02:00 | 卡加利站：土耳其 對 日本                               | 錄播                                      |
| 2022年 | 香港開電視     | 2022年7月5日  | 00:15-01:45 | 索菲亞站：中國 對 南韓                                 | 錄播                                      |
| 2022年 | 香港開電視     | 2022年7月14日 | 00:15-02:15 | 半準決賽：巴西 對 日本                                 | 錄播                                      |
| 2022年 | 香港開電視     | 2022年7月15日 | 00:15-02:15 | 半準決賽：意大利 對 中國                               | 錄播                                      |
| 2022年 | 香港國際財經台 | 2022年7月16日 | 19:55-22:00 | 準決賽：塞爾維亞 對 巴西 Semi Finals:Serbia VS Brazil  | 與有線體育台和高清體育台同步播出          |
| 2022年 | 香港開電視     | 2022年7月16日 | 23:25-01:30 | 準決賽：土耳其 對 意大利                               | 與有線體育台和高清體育台同步播出          |
| 2022年 | 香港國際財經台 | 2022年7月17日 | 19:55-22:00 | 季軍賽：塞爾維亞 對 土耳其 3rd Place:Serbia VS Türkiye | 與有線體育台和高清體育台同步播出          |
| 2022年 | 香港開電視     | 2022年7月17日 | 23:25-01:30 | 決賽：意大利 對 巴西                                   | 與有線體育台和高清體育台同步播出          |

#### 世界女排锦标赛
| 賽季   | 播放频道 | 播放日         | 時間        | 播放賽事                 | 備註                             |
| 2018年 | 奇妙77台 | 2018年9月29日  | 18:15-20:30 | 第一圈：中國 對 古巴     | 與有線體育台和高清體育台同步播出 |
| 2018年 | 奇妙77台 | 2018年9月30日  | 18:15-20:30 | 第一圈：土耳其 對 中國   | 與有線體育台和高清體育台同步播出 |
| 2018年 | 奇妙77台 | 2018年10月2日  | 18:15-20:30 | 第一圈：中國 對 加拿大   | 與有線體育台和高清體育台同步播出 |
| 2018年 | 奇妙77台 | 2018年10月3日  | 18:15-20:30 | 第一圈：中國 對 保加利亞 | 與有線體育台和高清體育台同步播出 |
| 2018年 | 奇妙77台 | 2018年10月4日  | 18:15-20:30 | 第一圈：意大利 對 中國   | 與有線體育台和高清體育台同步播出 |
| 2018年 | 奇妙77台 | 2018年10月8日  | 15:00-17:15 | 第二圈：中國 對 阿塞拜疆 | 與有線體育台和高清體育台同步播出 |
| 2018年 | 奇妙77台 | 2018年10月14日 | 15:00-17:15 | 第三圈：中國 對 美國     | 與有線體育台和高清體育台同步播出 |
| 2018年 | 奇妙77台 | 2018年10月19日 | 15:00-17:15 | 準決賽：中國 對 意大利   | 與有線體育台和高清體育台同步播出 |
| 2018年 | 奇妙77台 | 2018年10月20日 | 16:15-18:30 | 季軍賽：荷蘭 對 中國     | 與有線體育台和高清體育台同步播出 |
| 2018年 | 奇妙77台 | 2018年10月20日 | 23:30-01:25 | 決賽：塞爾維亞 對 意大利 | 錄播                             |

#### 世界男排聯賽
| 賽季   | 播放频道       | 播放日        | 時間        | 播放賽事                                              | 備註                                      |
| 2022年 | 香港國際財經台 | 2022年6月8日  | 04:55-06:30 | 巴西利亞站：中國 對 伊朗 Pool 1:China vs Iran         | 與有線體育台和高清體育台同步播出          |
| 2022年 | 香港國際財經台 | 2022年6月9日  | 04:25-06:00 | 渥太華站：波蘭 對 阿根廷 Pool 2:Poland vs Argentina   | 與有線體育台和高清體育台同步播出          |
| 2022年 | 香港國際財經台 | 2022年6月10日 | 01:55-03:30 | 巴西利亞站：日本 對 中國 Pool 1:Japan vs China        | 與有線體育台和高清體育台同步播出          |
| 2022年 | 香港國際財經台 | 2022年6月12日 | 01:55-03:30 | 巴西利亞站：美國 對 巴西 Pool 1:USA vs Brazil         | 與有線體育台和高清體育台同步播出          |
| 2022年 | 香港國際財經台 | 2022年6月13日 | 01:55-03:30 | 渥太華站：阿根廷 對 意大利 Pool 2:Argentina vs Italy  | 與Sports Plus 1和Sports Plus 1 HD同步播出 |
| 2022年 | 香港開電視     | 2022年6月23日 | 00:45-01:45 | 奎松站：中國 對 法國                                  | 錄播                                      |
| 2022年 | 香港開電視     | 2022年6月24日 | 00:45-01:45 | 奎松站：德國 對 意大利                                | 錄播                                      |
| 2022年 | 香港國際財經台 | 2022年6月24日 | 00:55-02:30 | 索菲亞站：美國 對 伊朗 Pool 4:USA vs Iran             | 與Sports Plus 1和Sports Plus 1 HD同步播出 |
| 2022年 | 香港國際財經台 | 2022年6月26日 | 21:25-23:00 | 索菲亞站：美國 對 波蘭 Pool 4:USA vs Poland           | 與Sports Plus 1和Sports Plus 1 HD同步播出 |
| 2022年 | 香港國際財經台 | 2022年7月6日  | 22:25-00:30 | 格但斯克站：荷蘭 對 中國 Pool 6:Netherlands vs China  | 與有線體育台和高清體育台同步播出          |
| 2022年 | 香港國際財經台 | 2022年7月7日  | 10:55-12:30 | 大阪站：法國 對 美國 Pool 5:France vs USA             | 與有線體育台和高清體育台同步播出          |
| 2022年 | 香港國際財經台 | 2022年7月8日  | 01:55-03:30 | 格但斯克站：波蘭 對 中國 Pool 6:Poland vs China       | 與有線體育台和高清體育台同步播出          |
| 2022年 | 香港國際財經台 | 2022年7月9日  | 01:55-03:30 | 大阪站：法國 對 阿根廷 Pool 5:France vs Argentina     | 與有線體育台和高清體育台同步播出          |
| 2022年 | 香港國際財經台 | 2022年7月20日 | 23:55-02:00 | 半準決賽：美國 對 巴西 Quarter Finals:USA vs Brazil   | 與有線體育台和高清體育台同步播出          |
| 2022年 | 香港開電視     | 2022年7月21日 | 02:55-05:00 | 半準決賽：意大利 對 荷蘭                              | 與有線體育台和高清體育台同步播出          |
| 2022年 | 香港國際財經台 | 2022年7月21日 | 23:55-02:00 | 半準決賽：法國 對 日本 Quarter Finals:France vs Japan | 與有線體育台和高清體育台同步播出          |
| 2022年 | 香港開電視     | 2022年7月22日 | 02:55-05:00 | 半準決賽：波蘭 對 伊朗                                | 與有線體育台和高清體育台同步播出          |
| 2022年 | 香港國際財經台 | 2022年7月23日 | 23:55-02:00 | 準決賽：波蘭 對 美國 Semi Finals:Poland vs USA        | 與有線體育台和高清體育台同步播出          |
| 2022年 | 香港開電視     | 2022年7月24日 | 02:55-05:00 | 準決賽：意大利 對 法國                                | 與有線體育台和高清體育台同步播出          |
| 2022年 | 香港國際財經台 | 2022年7月24日 | 23:55-02:00 | 季軍賽：意大利 對 波蘭 3rd Place:Italy vs Poland      | 與有線體育台和高清體育台同步播出          |
| 2022年 | 香港開電視     | 2022年7月25日 | 02:55-05:30 | 決賽：法國 對 美國                                    | 與有線體育台和高清體育台同步播出          |

### 七人欖球

#### 世界七人欖球系列賽
| 播放频道       | 播放日             | 時間                     | 播放賽事                                                                       | 備註                                                                                |
| 奇妙77台       | 2018年4月6日       | 00:30-01:00              | 2018 國泰航空/滙豐香港國際七人欖球賽精華                                       | [ 12 ]                                                                              |
| 奇妙77台       | 2018年4月7日       | 11:35-17:00              | 2018 國泰航空/滙豐香港國際七人欖球賽 Cathay Pacific/HSBC Hong Kong Sevens 2018 | 與有線體育台和hd202同步播出                                                         |
| 奇妙77台       | 2018年4月8日       | 14:55-19:55              | 2018 國泰航空/滙豐香港國際七人欖球賽 Cathay Pacific/HSBC Hong Kong Sevens 2018 | 與有線體育台和hd202同步播出                                                         |
| 香港國際財經台 | 2019年1月26日      | 12:55-16:00              | 2019 咸美頓國際七人欖球賽 HSBC World Rugby Sevens Series 2019 - Hamilton       | 與有線體育2台和高清體育2台同步播出                                                  |
| 香港國際財經台 | 2019年1月27日      | 14:08-16:00              | 2019 咸美頓國際七人欖球賽 HSBC World Rugby Sevens Series 2019 - Hamilton       | 與有線體育2台和高清體育2台同步播出                                                  |
| 香港國際財經台 | 2019年3月4日       | 07:30-09:05              | 2019 拉斯維加斯國際七人欖球賽 HSBC World Rugby Sevens Series 2019 - Las Vegas  | 與有線體育2台和高清體育2台同步播出                                                  |
| 香港國際財經台 | 2019年3月11日      | 08:05-10:00              | 2019 溫哥華國際七人欖球賽 HSBC World Rugby Sevens Series 2019 - Vancouver      | 與有線體育2台和高清體育2台同步播出                                                  |
| 香港國際財經台 | 2019年4月5日       | 09:55-21:00              | 2019 國泰航空/匯豐香港國際七人欖球賽 Cathay Pacific/HSBC Hong Kong Sevens 2019 | 與有線體育2台和高清體育2台同步播出                                                  |
| 香港開電視     | 2019年4月6-7日     | 00:30-01:00              | 2019 國泰航空/匯豐香港國際七人欖球賽精華                                       |                                                                                     |
| 香港國際財經台 | 2019年4月5日       | 10:00-21:00              | 2019 國泰航空/匯豐香港國際七人欖球賽 Cathay Pacific/HSBC Hong Kong Sevens 2019 | 與有線體育2台和高清體育2台同步播出                                                  |
| 香港國際財經台 | 2019年4月6-7日     | 09:30-20:00              | 2019 國泰航空/匯豐香港國際七人欖球賽 Cathay Pacific/HSBC Hong Kong Sevens 2019 | 與有線體育2台和高清體育2台同步播出                                                  |
| 香港開電視     | 2019年4月7日       | 14:55-19:55              | 2019 國泰航空/匯豐香港國際七人欖球賽 Cathay Pacific/HSBC Hong Kong Sevens 2019 | 與有線體育2台和高清體育2台同步播出                                                  |
| 香港國際財經台 | 2019年4月14日      | 15:04-16:35、18:09-20:00 | 2019 新加坡國際七人欖球賽 HSBC World Rugby Sevens Series 2019 - Singapore      | 與有線體育2台和高清體育2台同步播出                                                  |
| 香港國際財經台 | 2019年5月27日      | 00:00-01:40              | 2019 倫敦國際七人欖球賽 HSBC World Rugby Sevens Series 2019 - London           | 與有線體育2台和高清體育2台同步播出                                                  |
| 香港國際財經台 | 2019年6月2日       | 23:44-01:10              | 2019 巴黎國際七人欖球賽 HSBC World Rugby Sevens Series 2019 - Paris            | 與有線體育2台和高清體育2台同步播出                                                  |
| HOY TV         | 2022年11月4日      | 15:30-17:15              | 國泰航空/滙豐 香港國際七人欖球賽 Cathay Pacific/HSBC Hong Kong Sevens 2022     | 與有線體育台和高清體育台同步播出 （HOY TV為不完整聯播）                             |
| HOY TV         | 2022年11月5日      | 13:00-18:00              | 國泰航空/滙豐 香港國際七人欖球賽 Cathay Pacific/HSBC Hong Kong Sevens 2022     | 與有線體育台和高清體育台同步播出 （HOY TV為不完整聯播）                             |
| HOY TV         | 2022年11月6日      | 13:00-19:45              | 國泰航空/滙豐 香港國際七人欖球賽 Cathay Pacific/HSBC Hong Kong Sevens 2022     | 與有線體育台和高清體育台同步播出 （HOY TV為不完整聯播）                             |
| 香港國際財經台 | 2022年11月4日      | 15:30-19:30              | 國泰航空/滙豐 香港國際七人欖球賽 Cathay Pacific/HSBC Hong Kong Sevens 2022     | 與有線體育台和高清體育台同步播出 （HOY TV為不完整聯播）                             |
| 香港國際財經台 | 2022年11月5日      | 11:00-18:30              | 國泰航空/滙豐 香港國際七人欖球賽 Cathay Pacific/HSBC Hong Kong Sevens 2022     | 與有線體育台和高清體育台同步播出 （HOY TV為不完整聯播）                             |
| 香港國際財經台 | 2022年11月6日      | 09:45-19:45              | 國泰航空/滙豐 香港國際七人欖球賽 Cathay Pacific/HSBC Hong Kong Sevens 2022     | 與有線體育台和高清體育台同步播出 （HOY TV為不完整聯播）                             |
| HOY TV         | 2022年11月5日      | 00:45-01:15              | 國泰航空/滙豐 香港國際七人欖球賽精華                                           | 有線體育台節目                                                                      |
| HOY TV         | 2022年11月6日至7日 | 00:30-01:00              | 國泰航空/滙豐 香港國際七人欖球賽精華                                           | 有線體育台節目                                                                      |
| 香港國際財經台 | 2023年3月31日      | 12:10-21:00              | 國泰航空/滙豐香港國際七人欖球賽 Cathay /HSBC Hong Kong Sevens 2023             | 與有線體育台和高清體育台同步播出 （HOY TV為不完整聯播，香港國際財經台不設粵語原聲） |
| 香港國際財經台 | 2023年4月1日       | 08:40-21:30              | 國泰航空/滙豐香港國際七人欖球賽 Cathay /HSBC Hong Kong Sevens 2023             | 與有線體育台和高清體育台同步播出 （HOY TV為不完整聯播，香港國際財經台不設粵語原聲） |
| 香港國際財經台 | 2023年4月2日       | 08:25-21:00              | 國泰航空/滙豐香港國際七人欖球賽 Cathay /HSBC Hong Kong Sevens 2023             | 與有線體育台和高清體育台同步播出 （HOY TV為不完整聯播，香港國際財經台不設粵語原聲） |
| HOY TV         | 2023年3月31日      | 14:15-16:30              | 國泰航空/滙豐香港國際七人欖球賽 Cathay /HSBC Hong Kong Sevens 2023             | 與有線體育台和高清體育台同步播出 （HOY TV為不完整聯播，香港國際財經台不設粵語原聲） |
| HOY TV         | 2023年4月1日至2日  | 13:00-18:30              | 國泰航空/滙豐香港國際七人欖球賽 Cathay /HSBC Hong Kong Sevens 2023             | 與有線體育台和高清體育台同步播出 （HOY TV為不完整聯播，香港國際財經台不設粵語原聲） |
| HOY TV         | 2023年4月2日       | 19:00-21:00              | 國泰航空/滙豐香港國際七人欖球賽 Cathay /HSBC Hong Kong Sevens 2023             | 與有線體育台和高清體育台同步播出 （HOY TV為不完整聯播，香港國際財經台不設粵語原聲） |
| HOY TV         | 2023年4月1日       | 00:45-01:15              | 國泰航空/滙豐香港國際七人欖球賽精華                                            | 有線體育台節目                                                                      |
| HOY TV         | 2023年4月2日至3日  | 00:30-01:00              | 國泰航空/滙豐香港國際七人欖球賽精華                                            | 有線體育台節目                                                                      |

### 賽車

#### 歐洲勒芒系列賽（英语：European Le Mans Series）
| 賽季   | 播放频道       | 播放日               | 時間        | 播放賽事                                                   | 備註 |
| 2020年 | 香港國際財經台 | 2021年4月25日        | 15:00-16:00 | 2020年歐洲勒芒系列賽精華 European Le Mans Series 2020 H/Ls |      |
| 2020年 | 香港國際財經台 | 2021年5月2日         | 15:00-16:00 | 2020年歐洲勒芒系列賽精華 European Le Mans Series 2020 H/Ls |      |
| 2020年 | 香港國際財經台 | 2021年5月9日         | 15:00-16:00 | 2020年歐洲勒芒系列賽精華 European Le Mans Series 2020 H/Ls |      |
| 2020年 | 香港國際財經台 | 2021年5月16日        | 15:00-16:00 | 2020年歐洲勒芒系列賽精華 European Le Mans Series 2020 H/Ls |      |
| 2020年 | 香港國際財經台 | 2021年5月23日        | 15:00-16:00 | 2020年歐洲勒芒系列賽精華 European Le Mans Series 2020 H/Ls |      |
| 2020年 | 香港國際財經台 | 2021年5月30日        | 15:00-16:00 | 2020年歐洲勒芒系列賽精華 European Le Mans Series 2020 H/Ls |      |
| 2021年 | 香港國際財經台 | 2022年3月12日        | 12:00-13:00 | 歐洲勒芒系列賽 European Le Mans Series 2021                |      |
| 2021年 | 香港國際財經台 | 2022年3月19日        | 12:00-13:00 | 歐洲勒芒系列賽 European Le Mans Series 2021                |      |
| 2021年 | 香港國際財經台 | 2022年3月26日        | 12:00-13:00 | 歐洲勒芒系列賽 European Le Mans Series 2021                |      |
| 2021年 | 香港國際財經台 | 2022年4月2日         | 12:00-13:00 | 歐洲勒芒系列賽 European Le Mans Series 2021                |      |
| 2021年 | 香港國際財經台 | 2022年4月9日         | 12:00-13:00 | 歐洲勒芒系列賽 European Le Mans Series 2021                |      |
| 2021年 | 香港國際財經台 | 2022年4月16日        | 12:00-13:00 | 歐洲勒芒系列賽 European Le Mans Series 2021                |      |
| 2021年 | 香港國際財經台 | 2022年4月23日        | 12:00-13:00 | 歐洲勒芒系列賽 European Le Mans Series 2021                |      |
| 2022年 | 香港國際財經台 | 2022年8月6日至7日    | 12:00-13:00 | 2022 歐洲勒芒系列賽 European Le Mans Cup 2022              |      |
| 2022年 | 香港國際財經台 | 2022年8月13日        | 12:00-13:00 | 2022 歐洲勒芒系列賽 European Le Mans Cup 2022              |      |
| 2022年 | 香港國際財經台 | 2022年10月8日至9日   | 12:00-13:00 | 2022 歐洲勒芒系列賽 European Le Mans Cup 2022              |      |
| 2022年 | 香港國際財經台 | 2022年10月15日       | 12:00-13:00 | 2022 歐洲勒芒系列賽 European Le Mans Cup 2022              |      |
| 2022年 | 香港國際財經台 | 2022年12月4日        | 12:00-13:00 | 2022 歐洲勒芒系列賽 European Le Mans Cup 2022              |      |
| 2022年 | 香港國際財經台 | 2022年12月10日至11日 | 12:00-13:00 | 2022 歐洲勒芒系列賽 European Le Mans Cup 2022              |      |
| 2022年 | 香港國際財經台 | 2022年12月17日至18日 | 12:00-13:00 | 2022 歐洲勒芒系列賽 European Le Mans Cup 2022              |      |
| 2022年 | 香港國際財經台 | 2022年12月24日至25日 | 12:00-13:00 | 2022 歐洲勒芒系列賽 European Le Mans Cup 2022              |      |
| 2022年 | 香港國際財經台 | 2023年3月4日至5日    | 12:00-13:00 | 2022 歐洲勒芒系列賽 European Le Mans Cup 2022              |      |
| 2022年 | 香港國際財經台 | 2023年3月11日至12日  | 12:00-13:00 | 2022 歐洲勒芒系列賽 European Le Mans Cup 2022              |      |
| 2022年 | 香港國際財經台 | 2023年3月18日至19日  | 12:00-13:00 | 2022 歐洲勒芒系列賽 European Le Mans Cup 2022              |      |
| 2022年 | 香港國際財經台 | 2023年3月25日        | 12:00-13:00 | 2022 歐洲勒芒系列賽 European Le Mans Cup 2022              |      |

#### 亞洲勒芒系列賽（英语：Asian Le Mans Series）
| 賽季          | 播放频道       | 播放日              | 時間        | 播放賽事                                    | 備註 |
| 2021年/2022年 | 香港國際財經台 | 2022年9月3日至4日   | 12:00-13:00 | 亞洲勒芒系列賽 Asian Le Mans Series 2021/22 |      |
| 2021年/2022年 | 香港國際財經台 | 2022年9月10日至11日 | 12:00-13:00 | 亞洲勒芒系列賽 Asian Le Mans Series 2021/22 |      |

### 游泳

#### 世界短池游泳錦標賽
| 賽季   | 播放频道       | 播放日                   | 時間        | 播放賽事                                                      | 備註                                                                       |
| 2021年 | 香港開電視     | 2021年12月16-17、20-21日 | 15:00-16:00 | 世界短池游泳錦標賽                                            | Part1，與有線體育台和高清體育台同步播出 （12月16-17、20-21日為不完整聯播） |
| 2021年 | 香港開電視     | 2021年12月18日           | 13:25-15:30 | 世界短池游泳錦標賽                                            | Part1，與有線體育台和高清體育台同步播出 （12月16-17、20-21日為不完整聯播） |
| 2021年 | 香港開電視     | 2021年12月19日           | 13:25-15:15 | 世界短池游泳錦標賽                                            | Part1，與有線體育台和高清體育台同步播出 （12月16-17、20-21日為不完整聯播） |
| 2021年 | 香港開電視     | 2021年12月17-19、21日    | 01:30-04:00 | 世界短池游泳錦標賽                                            | Part2，錄播有線體育台                                                      |
| 2021年 | 香港開電視     | 2021年12月22日           | 01:30-04:00 | 世界短池游泳錦標賽                                            | Part2，錄播有線體育台                                                      |
| 2021年 | 香港國際財經台 | 2021年12月17-22日        | 19:00-20:00 | 世界短池游泳錦標賽精華 FINA World Swimming Championships H/Ls |                                                                            |
| 2022年 | HOY TV         | 2022年12月14-16日        | 00:15-01:15 | 世界短池游泳錦標賽精華 FINA World Swimming Championships H/Ls | 有線體育台節目                                                             |
| 2022年 | HOY TV         | 2022年12月17日           | 00:45-01:45 | 世界短池游泳錦標賽精華 FINA World Swimming Championships H/Ls | 有線體育台節目                                                             |
| 2022年 | HOY TV         | 2022年12月18-19日        | 00:30-01:30 | 世界短池游泳錦標賽精華 FINA World Swimming Championships H/Ls | 有線體育台節目                                                             |
| 2022年 | HOY TV         | 2022年12月14日           | 16:45-17:15 | 世界短池游泳錦標賽直擊                                        | 與有線體育台和高清體育台同步播出 （不完整聯播）                            |
| 2022年 | HOY TV         | 2022年12月15日           | 16:30-17:00 | 世界短池游泳錦標賽直擊                                        | 與有線體育台和高清體育台同步播出 （不完整聯播）                            |
| 2022年 | HOY TV         | 2022年12月18日           | 17:30-18:00 | 世界短池游泳錦標賽直擊                                        | 與有線體育台和高清體育台同步播出 （不完整聯播）                            |

#### 世界游泳錦標賽
| 賽季   | 播放频道       | 播放日               | 時間        | 播放賽事                                                       | 備註 |
| 2022年 | 香港國際財經台 | 2022年6月19日-7月3日 | 19:00-20:00 | 世界游泳錦標賽精華 FINA World Swimming Championships 2022 H/Ls |      |

## 其它小型項目
| 賽事類型 | 播放频道       | 播放日            | 時間        | 播放賽事 | 備註                                                       |
| 花式溜冰 | 香港開電視     | 2019年2月5日      | 10:30-12:30 | 日本花式溜冰錦標賽（第87回）                                                                                            | 與有線體育台和高清體育台同步播出 實況錄像                  |
| 花式溜冰 | 香港開電視     | 2019年2月6日      | 10:30-12:30 | 日本花式溜冰錦標賽（第87回）                                                                                            | 與有線體育台和高清體育台同步播出 實況錄像                  |
| 羽毛球   | 香港國際財經台 | 2019年5月5日      | 14:00-14:30 | Badminton Unlimited 2019                                                                                                |                                                            |
| 羽毛球   | 香港國際財經台 | 2019年5月12日     | 14:00-14:30 | Badminton Unlimited 2019                                                                                                |                                                            |
| 羽毛球   | 香港國際財經台 | 2019年5月24日     | 02:00-02:15 | Badminton Unlimited 2019                                                                                                |                                                            |
| 羽毛球   | 香港國際財經台 | 2019年6月2日      | 23:30-23:44 | Badminton Unlimited 2019                                                                                                |                                                            |
| 冰球     | 香港國際財經台 | 2019年5月24日     | 02:15-04:45 | World Ice Hockey Championship 2019 - Quarter Final                                                                      | 直播                                                       |
| 冰球     | 香港國際財經台 | 2019年5月26日     | 01:15-03:45 | World Ice Hockey Championship 2019 - Semi Final                                                                         | 直播                                                       |
| 冰球     | 香港國際財經台 | 2019年5月27日     | 02:15-04:45 | World Ice Hockey Championship 2019 - Final                                                                              | 直播                                                       |
| 足球     | 香港國際財經台 | 2019年6月3日      | 01:10-01:30 | National League Preview 2019                                                                                            |                                                            |
| 綜合格鬥 | 香港國際財經台 | 2019年8月3日      | 23:30-01:30 | ICKF World Combat Championship 2019 - Macao                                                                             | PG家長指引類別                                             |
| 綜合格鬥 | 香港國際財經台 | 2019年8月17日     | 23:30-01:30 | Battlefield Fighting Championship 2019 - Macau                                                                          | PG家長指引類別                                             |
| 足球     | 香港國際財經台 | 2019年8月1日      | 01:00-03:00 | 球會友誼賽 - 利物浦 對 里昂 Club Friendly Match - Liverpool vs Lyon                                                     | 與有線體育2台和高清體育2台同步播出                         |
| 足球     | 香港開電視     | 2019年10月10日    | 02:30-04:45 | 國際足球友誼賽 - 德國 對 阿根廷                                                                                         | 與有線體育2台和高清體育2台同步播出                         |
| 馬拉松   | 香港國際財經台 | 2019年10月19日    | 09:00-12:00 | 芝加哥馬拉松 2019 Chicago Marathon 2019                                                                                 |                                                            |
| 撞球     | 香港開電視     | 2019年10月20日    | 00:30-03:30 | 香港世界女子桌球邀請賽                                                                                                  | 與有線體育台和高清體育台同步播出                           |
| 賽艇     | 香港開電視     | 2019年11月3-4日   | 00:30-01:00 | 世界海岸賽艇錦標賽精華                                                                                                  | 有線體育台節目                                             |
| 賽艇     | 香港國際財經台 | 2019年11月3日     | 14:30-17:00 | 2019世界海岸賽艇錦標賽 World Rowing Coastal Championships 2019                                                          | 與有線體育2台和高清體育2台同步播出                         |
| 花樣滑冰 | 香港開電視     | 2021年4月2、4-6日 | 00:30-02:00 | 世界花樣滑冰錦標賽精華                                                                                                  |                                                            |
| 花樣滑冰 | 香港開電視     | 2021年4月3日      | 01:00-02:30 | 世界花樣滑冰錦標賽精華                                                                                                  |                                                            |
| 拳擊     | HOY TV         | 2022年12月12日    | 00:30-01:30 | 香港拳擊邀請賽精華 |                                                            |
| 網球     | 香港國際財經台 | 2022年12月24日    | 21:55-02:00 | 世界網球聯賽 決賽 World Tennis League 2022 Final                                                                        | 與有線體育台和高清體育台同步播出 （HOY資訊台為不完整聯播） |
| 網球     | HOY資訊台      | 2022年12月25日    | 00:00-02:00 | 世界網球聯賽 決賽 World Tennis League 2022 Final                                                                        | 與有線體育台和高清體育台同步播出 （HOY資訊台為不完整聯播） |
| 拳擊     | HOY TV         | 2023年1月9日      | 00:30-01:30 | UEF 終極激鬥 - 香港站精華                                                                                               | 有線體育台節目                                             |
| 籃球     | 香港國際財經台 | 2023年2月23日     | 19:20-21:30 | FIBA世界盃男子籃球亞洲區資格賽-中國 對 哈薩克 FIBA Men's Basketball World Cup 2023 Asian Qualifiers-China vs Kazakhstan | 與有線體育台和高清體育台同步播出                           |
| 籃球     | HOY TV         | 2023年2月23日     | 23:45-01:45 | FIBA世界盃男子籃球亞洲區資格賽-中國 對 哈薩克 FIBA Men's Basketball World Cup 2023 Asian Qualifiers-China vs Kazakhstan | 錄播                                                       |
| 籃球     | HOY TV         | 2023年2月26日     | 11:50-14:00 | FIBA世界盃男子籃球亞洲區資格賽 - 中國 對 伊朗                                                                           | 與有線體育台和高清體育台同步播出                           |
| 足球     | 香港國際財經台 | 2023年6月15日     | 18:05-20:10 | 國際足球友誼賽 - 日本 對 薩爾瓦多                                                                                       | 免費台獨家現場直播                                         |
| 足球     | 香港國際財經台 | 2023年6月16日     | 18:55-21:00 | 國際足球友誼賽 - 南韓 對 秘魯                                                                                           | 免費台獨家現場直播                                         |
| 足球     | 香港國際財經台 | 2023年6月19日     | 20:25-22:30 | 國際足球友誼賽 - 印尼 對 阿根廷                                                                                         | 免費台獨家現場直播                                         |
| 足球     | 香港國際財經台 | 2023年6月20日     | 17:50-20:00 | 國際足球友誼賽 - 日本 對 秘魯                                                                                           | 免費台獨家現場直播                                         |
| 足球     | 香港國際財經台 | 2023年9月12日     | 19:25-21:30 | 國際足球友誼賽 - 新加坡 對 中華台北                                                                                     | 免費台獨家現場直播                                         |